# Stolberg (Rheinland)

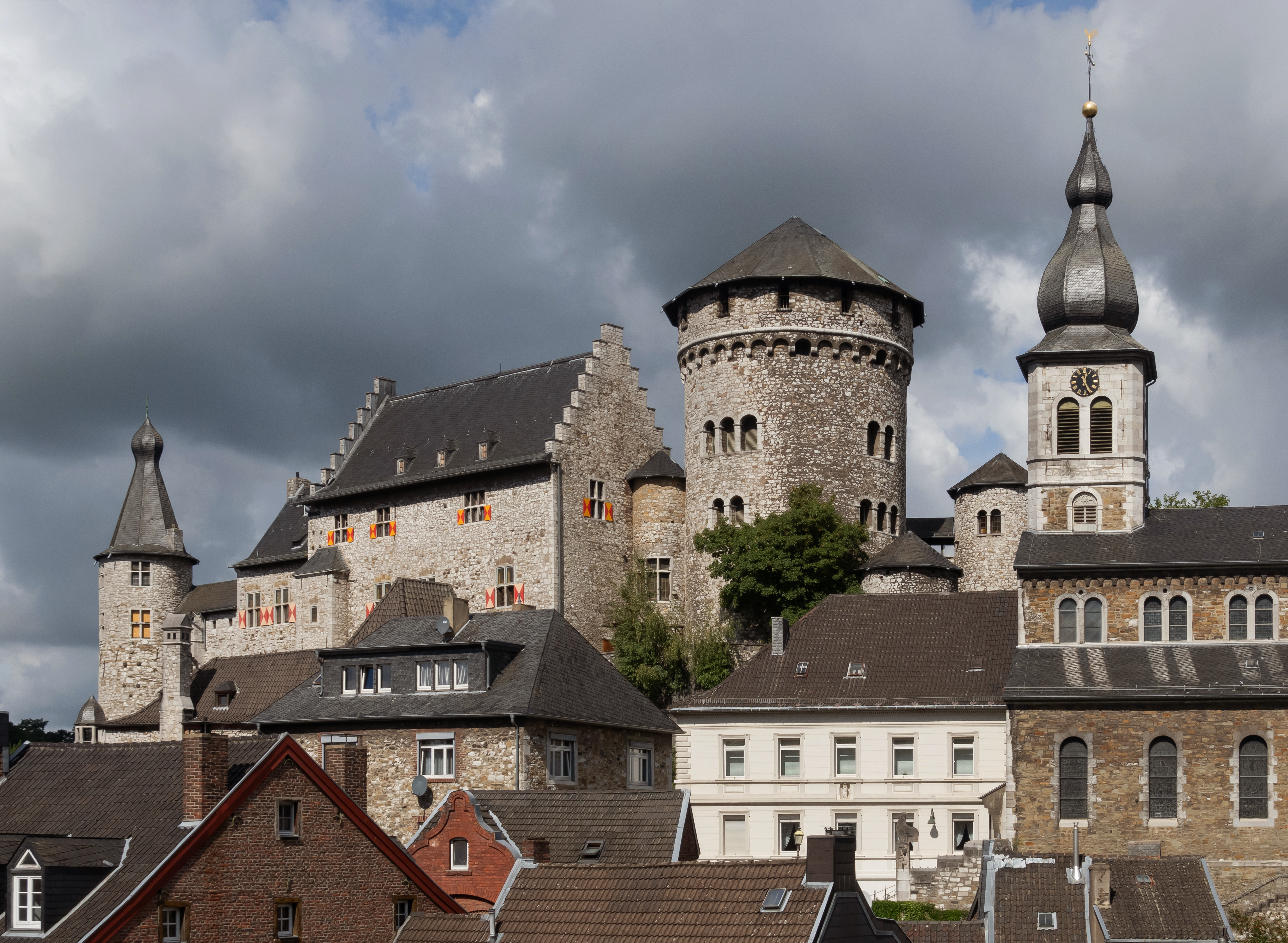
Burg Stolberg ab Finkenberggasse

Stolberg (Rheinland) [ˈʃtɔlbɛʀk], amtlich Kupferstadt Stolberg (Rhld.), ist als Große Mittelstadt ein Mittelzentrum und eine regionsangehörige Stadt in der nordrhein-westfälischen Städteregion Aachen. Der Name der Stadt stammt von der inmitten der Stolberger Altstadt gelegenen Burg Stolberg, bei der die Ursprünge des Ortes liegen und die das Wahrzeichen der Stadt ist. Stolbergs Beinamen Kupferstadt und Älteste Messingstadt der Welt – Kupferstadt ist seit dem 24. Juli 2012 auch offizieller Titel von Stolberg – weisen auf die lange Tradition seiner metallverarbeitenden Industrie, die der Stadt wirtschaftlichen Aufschwung, aber auch Altlasten brachte. Neben der Altstadt sind die Galmeiflora und die zahlreichen Kupferhöfe und Reitwerke sehenswert.

## Geografie

### Lage und Nachbargemeinden
Stolberg liegt geografisch im Vennvorland in einem vom Vichtbach durchflossenen Tal in der Nähe des Dreiländerecks Deutschland-Belgien-Niederlande bei Aachen.
Die Talsohle des Vichtbachs ist zwischen Hammerberg und Bauschenberg nur 300 m breit, zwischen dem Donnerberg, einer 287 m hohen Anhöhe zwischen Stolberg und dem Eschweiler Stadtwald sowie Burgstüttgen gar nur 250 m. Von der Talsohle, die 180 bis 200 m über NN liegt, beträgt der Anstieg bis zu den Höhenstadtteilen Donnerberg im Osten und Münsterbusch im Westen rund 90 m. Die höchsten Erhebungen über 300 m sind der Hedchensknepp (bei Zweifall, 335 m über NN), der Burgberg (bei Vicht, 333 m über NN) und der Große Kranzberg (bei Vicht, 300 m über NN).
|        | Eschweiler                                  | Langerwehe  |
| Aachen | Kompassrose, die auf Nachbargemeinden zeigt | Hürtgenwald |
|        | Roetgen                                     | Simmerath   |

### Aufschlüsselung der Fläche
- Gesamtfläche 9.831 ha, davon:
  - Landwirtschaftlich genutzte Flächen 2.622 ha
  - Waldflächen 4.822 ha
  - Wasserflächen 130 ha
  - Gebäude- und Freiflächen 1.404 ha
  - Verkehrsflächen 414 ha
  - Flächen anderer Nutzung 439 ha
- Größte Nord-Süd-Ausdehnung 13,35 km
- Größte Ost-West-Ausdehnung 13,50 km
- Höchster Punkt 483 m über NN (Stadtgrenze Stadt Stolberg – Gemeinde Hürtgenwald bis Raffelsbrand)
- Tiefster Punkt 160 m über NN (Kläranlage Steinfurt)

Nach Simmerath und Aachen ist Stolberg die flächenmäßig drittgrößte Gemeinde der Städteregion Aachen.

### Gewässer

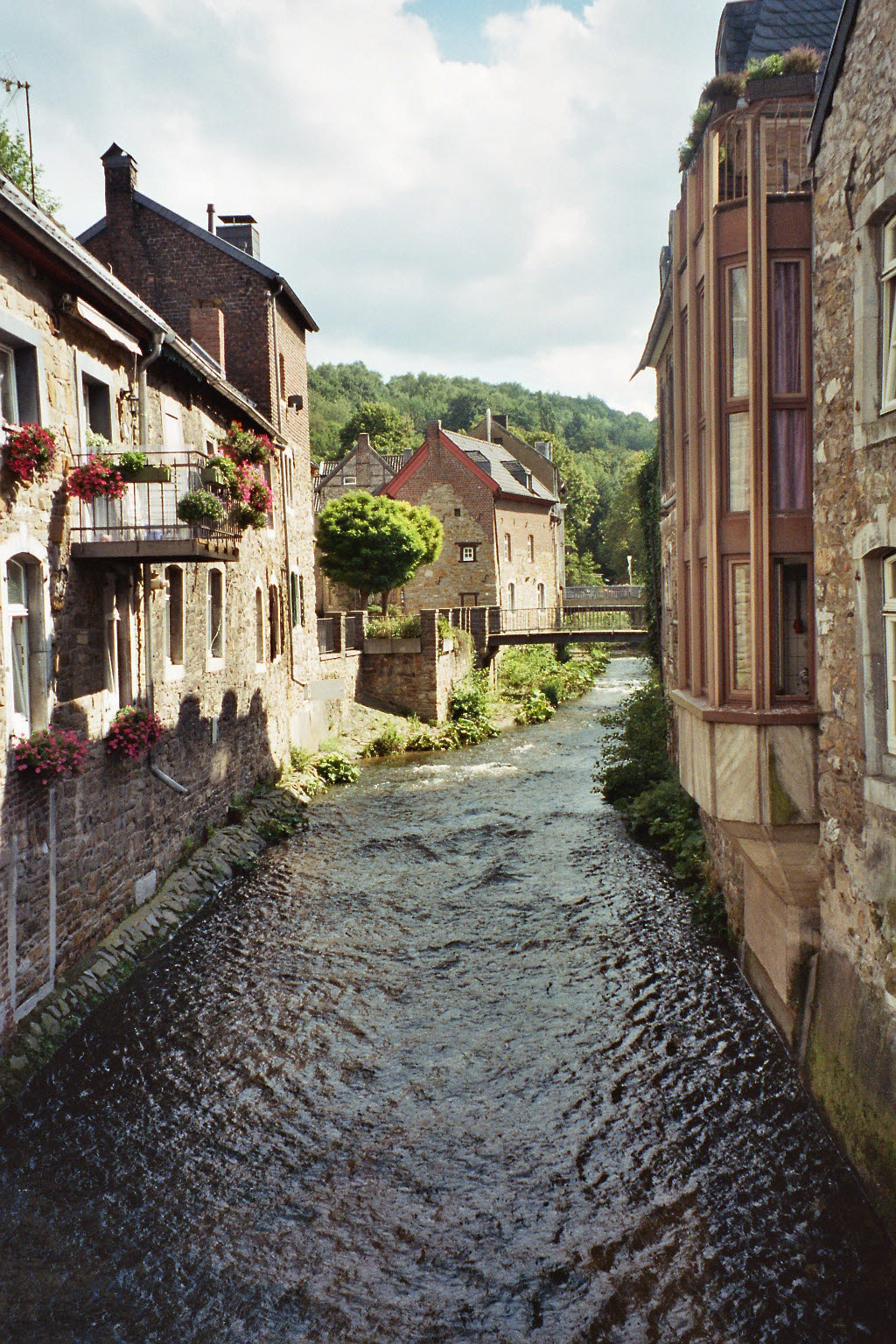
Vichtbach in Oberstolberg

Die bedeutendsten Fließgewässer Stolbergs sind der Vichtbach und die Inde. Der Vichtbach durchfließt das Stadtgebiet von Süden nach Norden und mündet beim Stadtteil Steinfurt-Velau in die Inde. Die Inde umfließt nach dem Eintritt auf das Stadtgebiet hinter Aachen-Freund den Stolberger Stadtteil Münsterbusch, fließt durch die Stadtteile Kohlbusch und Hamm und gelangt bei der Steinfurter Kläranlage auf Eschweiler Stadtgebiet. Sie heißt ausschließlich im Stolberger Volksmund auch Münsterbach, da die von ihr durchflossenen Gebiete zum nach der Reichsabtei Kornelimünster benannten Münsterländchen gehörten. Weitere Fließgewässer sind der Omerbach, der durch Gressenich fließt, der stark belastete Saubach bei Steinfurt, und der Mausbach aus dem Ort Mausbach und der Wehebach, der nach seinem Austritt aus der gleichnamigen Talsperre durch Schevenhütte fließt. Die Wehebachtalsperre, deren Staumauer sich auf Stolberger Gebiet befindet, bildet das größte Standgewässer. Daneben gibt es noch künstliche Teiche am Vichtbach aus der Zeit der frühneuzeitlichen Metallverarbeitung.

### Geologie
Stolberg liegt am Rande des Rheinischen Schiefergebirges in der Niederrheinischen bzw. Kölner Bucht, einem von drei Haupterdbebengebieten in Deutschland. Das Stadtgebiet bietet von Südosten nach Nordwesten einen Aufriss durch die Erdgeschichte vom Tonschiefer des Kambrium über die „bunten Schiefern“ aus dem Unterdevon, den Massenkalk und Dolomit von der Wende vom Mittel- zum Oberdevon bis zum Famenne-Schiefer und Condroz-Sandstein vom Ende des Devons, die dreimal aufgrund einer Faltung mit den mächtigen Kohlenkalk-Steinbänken wechseln, die im Unter-Karbon angelegt wurden. Die letzte Schicht bilden die Oberen und Unteren Stolberger Schichten, die im Ober-Karbon entstanden und sich von Münsterbusch über Oberstolberg bis zum Donnerberg erstrecken.

### Biotope und Naturschutz

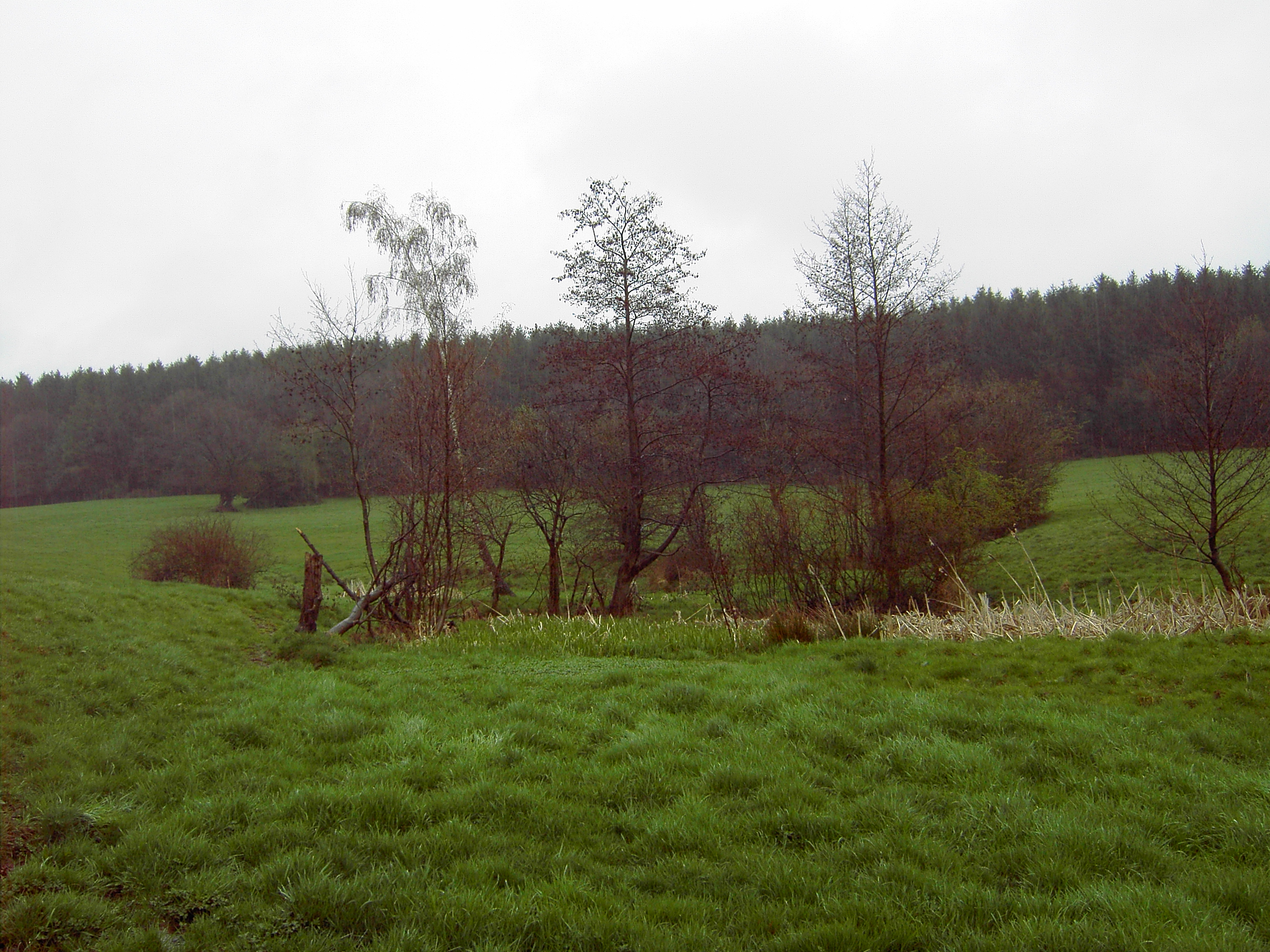
Naturschutzgebiet an der Mausbachquelle

Eine Verordnung des damaligen Kreises Aachen als Untere Naturschutzbehörde vom 8. November 1973 schützt 19 Naturdenkmäler: der Schleicher-Park am Fettberg, die renaturierte Halde Schlossberg, der Friedhof Bergstraße, die renaturierten Steinbrüche Obersteinfeld und Gehlen sowie die Waldfläche, die über die Hälfte der Fläche Stolbergs ausmacht, und die Wehebachtalsperre. 80 % des Freiraums stehen unter Landschafts- oder Naturschutz; die Hälfte des Stadtgebiets ist als Landschaftsschutzgebiet ausgewiesen wie z. B. das Naturschutzgebiet Schomet und, als größten Teil, das Vennvorland als Teil des Naturparks Nordeifel. Viele Arten stehen auf der „Roten Liste“. 1979 gab es mit der Werther Heide das erste Naturschutzgebiet in Stolberg, zehn Jahre später bereits sechs geschützte Landschaftsbestandteile (gLB) und 14 Naturschutzgebiete (NSG).
Die beiden wichtigsten Pedobiome sind erstens die Galmeiflora als Teil einer eiszeitlichen alpinen Reliktflora mit dem Informationszentrum Schlangenberg in Breinig, zweitens Kalkgebiete mit Orchideenarten und drittens Feuchtgebiete: Saubach, Lehmsief bei Steinbachshochwald, Inde an der Grenze zur Stadt Eschweiler, Wehebachtäler und Leyberg an der Grenze zur Gemeinde Hürtgenwald, Gedautal und Tatternsteine. Weitere Naturschutzgebiete sind ein Heidegebiet in Münsterbusch im Stolberger Norden und ehemalige Steinbrüche: Schomet, Auf der Rüst, Bärenstein, Brockenberg, Binsfeldhammer/Bernhardshammer und Obersteinfeld – teilweise mit Fossilien, sowie der Steinbruch Schevenhütte.
Stolbergs frühe Industrialisierung brachte Belastungen der Menschen in Stadt und Umgebung der durch Schwefelsäure, Schlacke und Schwermetalle (wie Cadmium, Zink und Blei) mit sich. Ein Hauptbelaster für Schwermetallemissionen war die Bleihütte Binsfeldhammer. Obwohl Abgaselektrofilter und weitere Maßnahmen eingebaut wurden, kam es immer wieder zu erhöhten und gesundheitsgefährdenden Schwermetallniederschlägen, die sich in den speziell Stolberger Krankheiten und Phänomenen der Bleikinder bei Menschen und der Gressenicher Krankheit bei Tieren manifestierten. 1965 wurden Fälle der Gressenicher Krankheit aus Diepenlinchen, Gressenich und Oberstolberg offiziell bekannt. Im Sommer 1982 lag der Blei- und Cadmiumgehalt im Blut Stolberger Kinder bei einem Maximalwert von 38,5 µg Pb / 100 ml Blut, im Jahre 1990 betrug er dann 15,5 µg Pb / 100 ml Blut.

#### Sanierte Halden
Im Zuge des Umweltschutzprogramms wurden zahlreiche Halden als sekundäre Schwermetallemittenten saniert und dienen renaturiert der Naherholung oder rekultiviert als Gewerbefläche. Ein großer Teil der Erzbergbauhalde Diepenlinchen wurde als Gewerbefläche hergerichtet, die Mülldeponie, die sich auf einem anderen Teil befand, rekultiviert. Auf ungenutzten Teilen bildet sich natürlicher Bewuchs. Gegenüber der Halde Diepenlinchen liegt die Halde Weißenberg, die aus Flotationsrückständen der Erzanreicherung besteht. Ihre Hänge wurden in den 1970er Jahren gesichert, ihre Fläche übererdet und sämtliche Lücken des natürlichen Bewuchses geschlossen. Außerdem wurden Maßnahmen zum Schutz des Grundwassers getroffen.
Um 1970 wurde die Halde Schlossberg rekultiviert, deren Material von den Blei- und Zinkhütten in Münsterbusch stammte. Die Räumaschenhalden Kohlbusch Süd und Nord wurden zum Zwecke der Weiterverwertung abgebaut und danach bepflanzt. Die Bleischlackenhalde Münsterbusch, deren Material größtenteils für den Deichbau in den Niederlanden Verwendung fand, wurde durch das Aufbringen von Bodenmassen und Begrünung rekultiviert und dient seither als Grünanlage mit einem Bolz- und Spielplatz. Die Räumaschenhalde Birkengang, bekannt durch die in ihrer Mitte gelegene und im Volksmund Teufelsinsel genannte Werkssiedlung Birkengang wurde 1980 von der Stadt Stolberg von der Stolberger Zink AG erworben und 1987 bis 1992 für 2.280.000 DM durch Planierung, Abdeckung mit Erdreich, Bepflanzung und Ableitung des Sickerwassers rekultiviert. Die Bleischlackenhalde Binsfeldhammer ist noch heute in Betrieb.
Durch Umleitung des Sickerwassers, das die angrenzenden Fließgewässer Inde und Saubach belastet, in die Kläranlage Steinfurt sollen der so genannte Vegla-Polder und die aus Calciumsulfid, Asche, Kalk- und Steinkohleresten bestehende Reststoffhalde der Sodaproduktion nach dem Leblanc-Verfahren neben dem Betriebsgelände der ehemaligen Chemischen Fabrik Rhenania AG bzw. Kali Chemie in der Atsch saniert werden.
Die Zink- und Bleiwerte im Stolberger Trinkwasser entsprachen meist den Vorschriften der Trinkwasserverordnung, wohingegen der Cadmium-Grenzwert bei Untersuchungen im Jahre einige Male überschritten wurde. Nach dem Umbau der Wasseraufbereitungsanlagen sanken die Zink- und Cadmiumwerte unter die Grenze der Trinkwasserverordnung. Zwischen 1974 und 1981 sank dank erheblicher Reduktionen des Hauptemittenten Stolberger Metallwerke die Feststoffemission von 386.851 kg/a um 87 Prozent auf 57.689, die Zinkemission von 215.130 kg/a um 95 Prozent auf 10.769 kg/a. Die Bleiemission ging von 33.087 kg/a um 44 Prozent auf 18.456 kg/a zurück. Seit 1991 findet in der Bleihütte Binsfeldhammer, die 1983 noch für 99,6 Prozent der Bleiemissionen und 91,2 Prozent der Cadmiumemissionen verantwortlich war, das emissionsarme QSL-Verfahren Anwendung. 1990 wurde eine von der Stadt Stolberg und dem Kreisgesundheitsamt Aachen in Eschweiler in Auftrag gegebene umweltmedizinisch-epidemiologische Studie zur Schwermetallbelastung der Bevölkerung vorgestellt, die zu dem Ergebnis gelangte, dass eine weitere Beobachtung nicht mehr erforderlich sei.

#### Lehr- und Trimmpfade, Rad- und Reitwege
Es gibt einen Waldlehrpfad im Solchbachtal bei Zweifall, den Naturlehrpfad Roggenläger zwischen Zweifall und Breinig und einen Lehrpfad über die Kalkbrennerei im renaturierten Steinbruch Gehlen. Das Rundwanderwegenetz umfasst über 200 km. Hinzu kommen Radwege und Trimmpfade sowie über 60 km Reitwege.

### Klima
Stolberg liegt in der kühl gemäßigten bis ozeanischen Klimazone, in der außerhalb des Vichttales feuchte Winde aus westlichen und südwestlichen Richtungen von der Nordsee vorherrschen. Hier fallen zu allen Jahreszeiten Niederschläge. Die durchschnittliche Niederschlagsmenge beträgt 862 mm jährlich. Die Winter sind vergleichsweise mild und die Sommer verhältnismäßig kühl. Die Jahresdurchschnittstemperatur liegt bei 9,6 °C. In Stolberg gibt es eine größere Häufigkeit von Nordost-, Ost- und vor allem Südostwinden. Letztere sind am Südosteingang des Stolberger Talraums besonders häufig. Als weitere Besonderheit ist die Windgeschwindigkeit im Stolberger Tal stark verlangsamt. Sie beträgt im Durchschnitt im Zentrum nur 0,7 m/s und in Stolberg-Süd 1,2 m/s gegenüber 2,8 m/s in Aachen. Im Unterlauf des engen Vichttals kann es deshalb im Sommer zu einer drückenden Schwüle kommen, während die Wintertemperaturen im eifelnäheren Süden tiefer liegen. Mehrgeschossige Bebauung führt im Vichtbachtal dazu, dass sich gerade im Bereich der Innenstadt bei austauscharmen Wetterlagen ein Kaltluftsee bildet, der Emissionen festhält. Die Höhen und die Stadtränder sind dagegen gut durchlüftet.

### Stadtgliederung
Stolberg ist unterteilt in die 17 Stadtteile Atsch, Breinig, Breinigerberg, Büsbach, Donnerberg, Dorff, Gressenich, Mausbach, Münsterbusch, Oberstolberg, Schevenhütte, Unterstolberg, Venwegen, Vicht, Vicht-Breinigerberg, Werth und Zweifall.
Keine offiziellen Stadtteile sind Mühle, die Velau, Steinfurt, Duffenter und Birkengang am Donnerberg, die Hamm und Kohlbusch bei Atsch sowie Ortsteile von Stadtteilen (die Liester zwischen Büsbach und Münsterbusch; in Büsbach der Bauschenberg; in Breinig Breinigerheide; in Gressenich Buschhausen; in Mausbach Fleuth, Krewinkel und Diepenlinchen; in Vicht Münsterau und Stollenwerk; in Zweifall Finsterau).

### Einwohnerstand
Stolberg ist seit der Kommunalen Neugliederung 1972 einwohnermäßig nach Aachen und knapp vor Eschweiler die zweitgrößte Kommune der StädteRegion Aachen mit 56.103 Einwohnern (Stand 31. Dezember 2021). Die folgende Tabelle zeigt die Verteilung der Einwohnerzahlen auf die 17 Stadtteile (noch auf Basis der Zahlen von 2018):
| Stadtteil           | Einwohner |
| ------------------- | --------- |
| Atsch               | 4.062     |
| Breinig             | 4.822     |
| Breinigerberg       | 898       |
| Büsbach             | 7.193     |
| Donnerberg          | 5.570     |
| Dorff               | 571       |
| Gressenich          | 2.392     |
| Mausbach            | 4.577     |
| Münsterbusch        | 6.865     |
| Oberstolberg        | 7.585     |
| Schevenhütte        | 684       |
| Unterstolberg       | 5.900     |
| Venwegen            | 1.418     |
| Vicht               | 1.860     |
| Vicht-Breinigerberg | 33        |
| Werth               | 1.045     |
| Zweifall            | 1.971     |
| Stolberg            | 57.446    |

## Geschichte
Die Geschichte der Stadt ist durch die Lage im engen Tal des Vichtbachs und seiner Bodenschätze geprägt. Politisch beschränkte sich Stolberg bis ins 20. Jahrhundert auf das untere Vichttal, während weite Teil des heutigen Stadtgebiets zur Reichsabtei Kornelimünster, zu Eschweiler oder später auch zu den selbständigen Gemeinden Breinig, Büsbach, Gressenich, Hastenrath und Roetgen gehörten.
Älteste Spuren menschlicher Besiedlung wurden bei Büsbach auf dem waldfreien Brockenberg aus der frühen Mittelsteinzeit gefunden, ebenso anderenorts Funde aus der Jungsteinzeit. Aus dem Keltischen stammen in Stolberg die Gewässernamen Inde, Vicht und Wehe, und in der Nähe der Staumauer der Wehebachtalsperre bei Schevenhütte wurden Reste einer keltischen Fliehburg aus der Eisenzeit gefunden. Funde lassen auf einen Ursprung der Messingindustrie und Eisenverhüttung in der Kelten- und Römerzeit schließen.

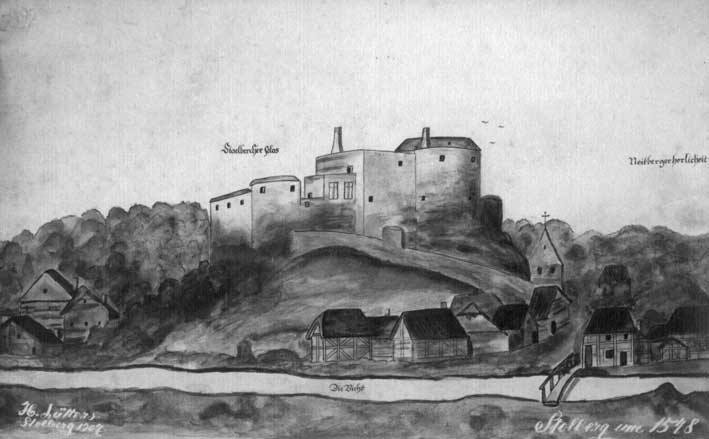
Älteste überlieferte Darstellung der Burg Stolberg aus dem 16. Jahrhundert

Urkundlich wurde Stolberg erstmals 1118 erwähnt, als Reinardus von Stalburg die Gründungsurkunde des St.-Georgs-Stifts zu Wassenberg mitunterzeichnete. Der Sitz der Herren von Stalburg war die Burg Stolberg, und Burgherren waren im 13. und 14. Jahrhundert eine Linie des Geschlechts von Salm-Reifferscheid und dann Reinhard II. von Schönforst aus dem heutigen Aachener Stadtteil Forst. Stolberg kam 1396 an das Herzogtum Jülich. Gemäß J. Fabricius war Stolberg im Jülicher Herzogtum „ursprünglich eine Burg und ein Rittersitz im Amt Eschweiler an der Grenze zum Amt Wilhelmstein und dem jenseits des Vichtbaches gelegenen Gebiets der Reichsabtei Kornelimünster“.
1324 wurde erstmals das „dorf Staylburg“ erwähnt, dessen jährlicher Zins sich auf 58 Kapaune und 8 Hühner belief. Im Schatten der Burg siedelten sich ab der Mitte des 15. Jahrhunderts Handwerker an, die Eisen, Kupfer, Blei, Gold und Silber verhütteten. Um 1600 gestattete der Burgherr von Effern protestantischen Kupfermeistern aus Aachen die Übersiedlung in sein Gebiet, nachdem diese auf Grund der Aachener Religionsunruhen von dort geflüchtet waren. Sie brachten Kenntnisse der Messingherstellung mit, bei der Kupfer mit dem örtlichen Galmei bzw. Zinkblende legiert und unter Ausnutzung der Wasserkraft des Vichtbachs weiter verarbeitet wurde. Da man sich noch nicht über die Rolle des Zinks im Klaren war, das erst viel später als Element erkannt wurde, nannte man Messing auch „gelbes Kupfer“, woher die bis heute gebräuchlichen Bezeichnungen „Kupfermeister“ und „Kupferstadt“ rühren. Es entwickelte sich – wohl getragen durch das Selbstbewusstsein der Kupfermeister – bis zum Ende des 17. Jahrhunderts eine Ortsgemeinde mit Bürgermeister, die als Anfang der kommunalen Selbstverwaltung in Stolberg angesehen werden können.
Am Oberlauf des Vichtbachs und am Wehebach in Schevenhütte betrieben die Reitmeister in der frühen Neuzeit auf dem heutigen Stolberger Stadtgebiet Eisengewinnung und -verarbeitung. Ihre Produktionsstätten, die Reitwerke, sind teilweise noch heute erhalten. Durch die Kupfermeister und Reitmeister wurde ein wirtschaftlicher Aufschwung eingeleitet, und Stolberg war eines von wenigen Zentren der Messingherstellung weltweit und hatte in Europa nahezu eine Monopolstellung. Vor diesem Hintergrund nennt sich Stolberg heute gerne „älteste Messingstadt der Welt“. Von dieser Blütezeit der Frühindustrialisierung künden noch heute zahlreiche Baudenkmäler wie die Kupferhöfe und der Kupfermeisterfriedhof mit zahlreichen großbürgerlichen Gräbern. Ferner wurde in Stolberg 1647 die Vogelsangkirche als erste linksrheinische lutherische Kirche errichtet, während auf dem Finkenberg eine calvinistische Kirche entstand.
Nach der Besetzung Aachens durch die Franzosen und die Schlacht bei Aldenhoven rückten diese über Münsterbusch in Stolberg ein, und während der Zugehörigkeit des linksrheinischen Gebiets zu Frankreich von 1794 bis 1815 bildete Stolberg eine Mairie, die wie die Mairien Gressenich und Büsbach zum Kanton Eschweiler im Arrondissement d’Aix-la-Chapelle im 1798 gegründeten Département de la Roer gehörte. Die Kontinentalsperre verhalf der seit der zweiten Hälfte des 18. Jahrhunderts angeschlagenen Stolberger Messingindustrie zu einer Atempause und letzten Blüte.

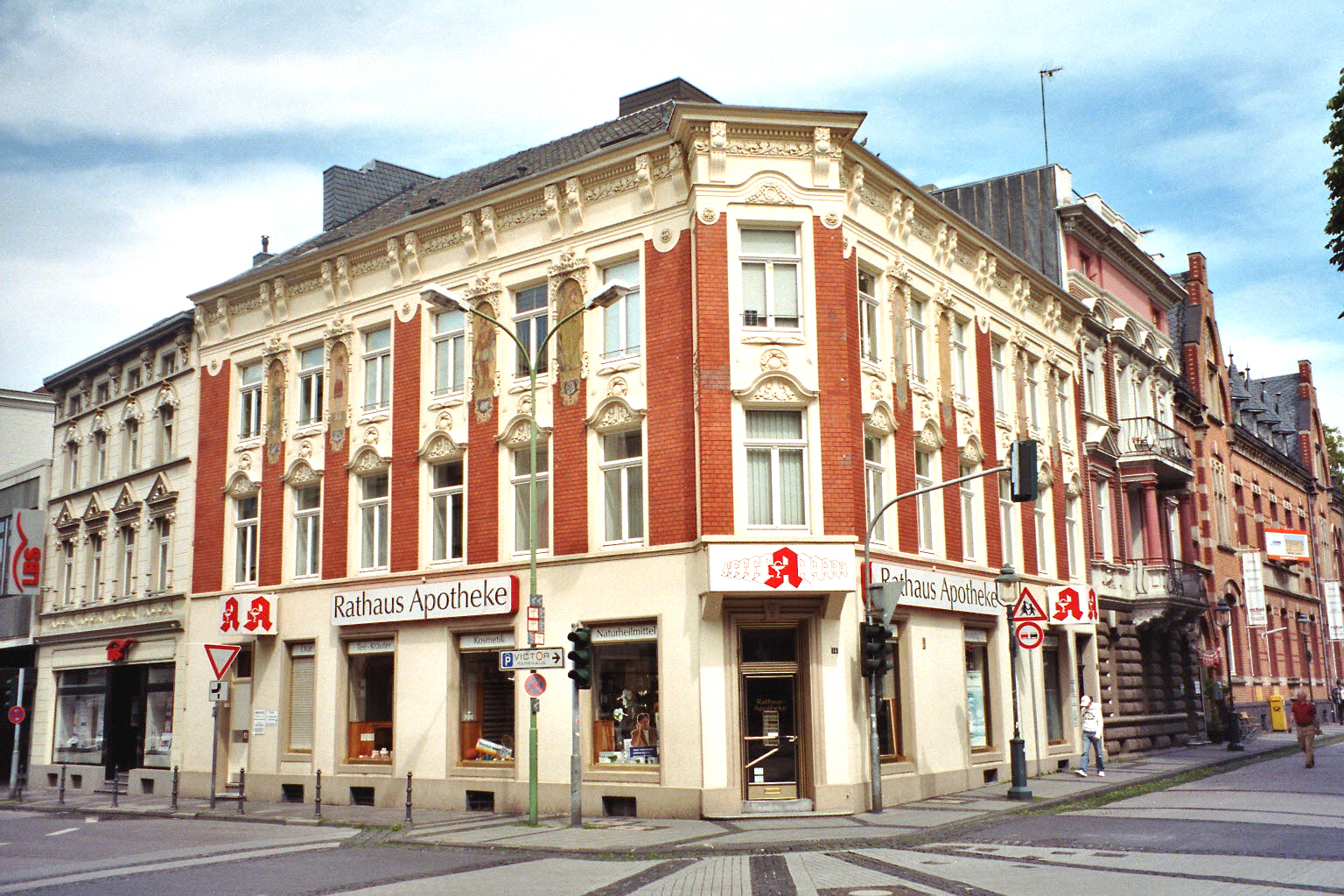
Jugendstilhaus am Kaiserplatz

1815 fiel Stolberg nach dem Sturz Napoleons an Preußen und wurde 1816 eine Bürgermeisterei. Erster Bürgermeister wurde Conrad Esajas Michels, und Stolberg war mit knapp 2.600 Einwohnern die kleinste Gemeinde im Kreis Aachen in der preußischen Rheinprovinz. Am heutigen Kaiserplatz wurde 1837 ein neues Rathaus im klassizistischen Stil errichtet, und 1856 erhielt Stolberg die preußischen Stadtrechte, obwohl es nicht die geforderten 10.000 Einwohner aufweisen konnte, aber wegen seiner gewerblichen Struktur Mitglied des Provinziallandtags wurde.
1841 wurde Stolberg mit Eröffnung der „Rheinischen Eisenbahn“ Köln – Aachen ans Eisenbahnnetz angeschlossen und erhielt einen eigenen Bahnhof. Durch den Bau der Stolberger Talbahn im Vichtbachtal 1867, 1881 und 1889 wurde die Eisenbahnanbindung der Stolberger Firmen verbessert und ein Anschluss an die Vennbahn hergestellt. Außerdem erreichte die Bergisch-Märkische Eisenbahn 1873 mit ihrer Strecke von Mönchengladbach über Jülich („Talbahn“) Stolberg. 1888 wurde das neue Bahnhofsgebäude mit Namen „Stolberg Bf.“ errichtet. Ebenfalls 1888 ersteigert der Industrielle Moritz Kraus die Burg Stolberg und lässt sie in ihrer heutigen Form wiederaufbauen.

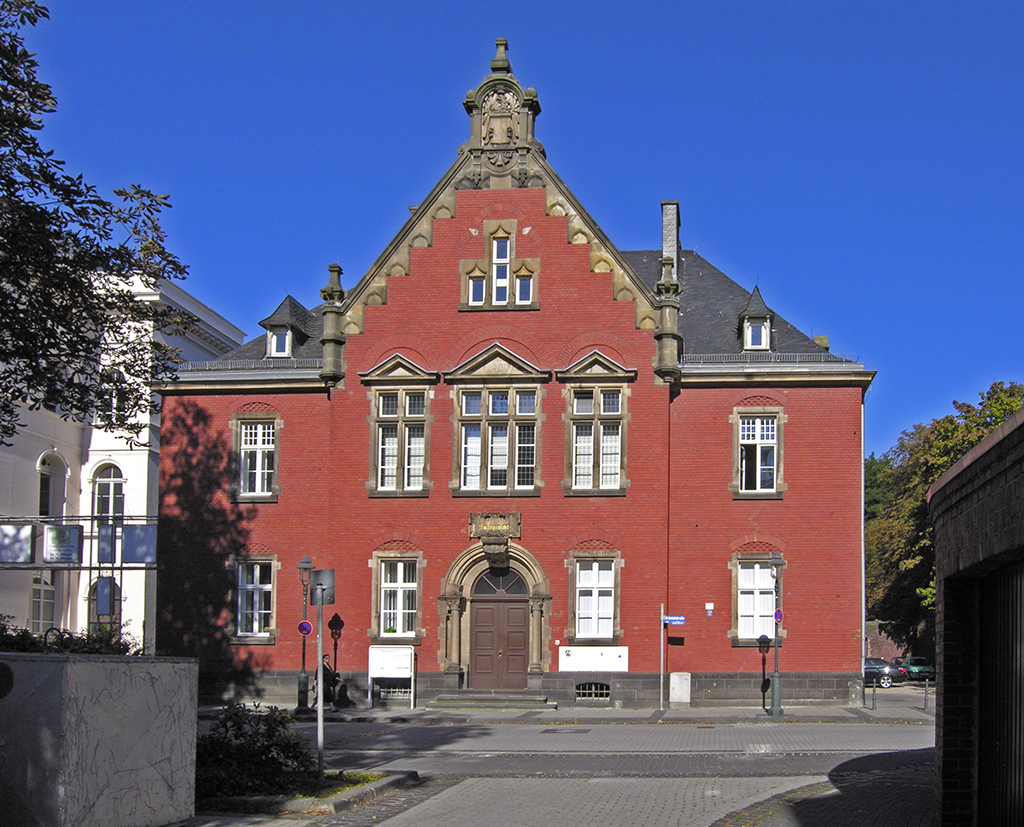
Ehemaliges Amtsgericht am Kaiserplatz

Auch in Stolberg war das Ende der Weimarer Republik von Auseinandersetzungen demokratischer und radikaler Parteien geprägt. Mitte der 1920er-Jahre waren in Stolberg von etwa 17.000 Einwohnern 1.800 erwerbslos. 1935 wurde das Stadtgebiet erweitert, wodurch auch die Einwohnerzahl um 11.000 Menschen zunahm, unter anderem Donnerberg, Birkengang, Velau, Steinfurt, Steinbachshochwald, Atsch, Büsbach, Dorff, Münsterbusch und Kohlbusch.
Die jüdische Gemeinde in Stolberg hatte 1933 76 Angehörige. Sie wurde durch Flucht und Deportationen dezimiert.

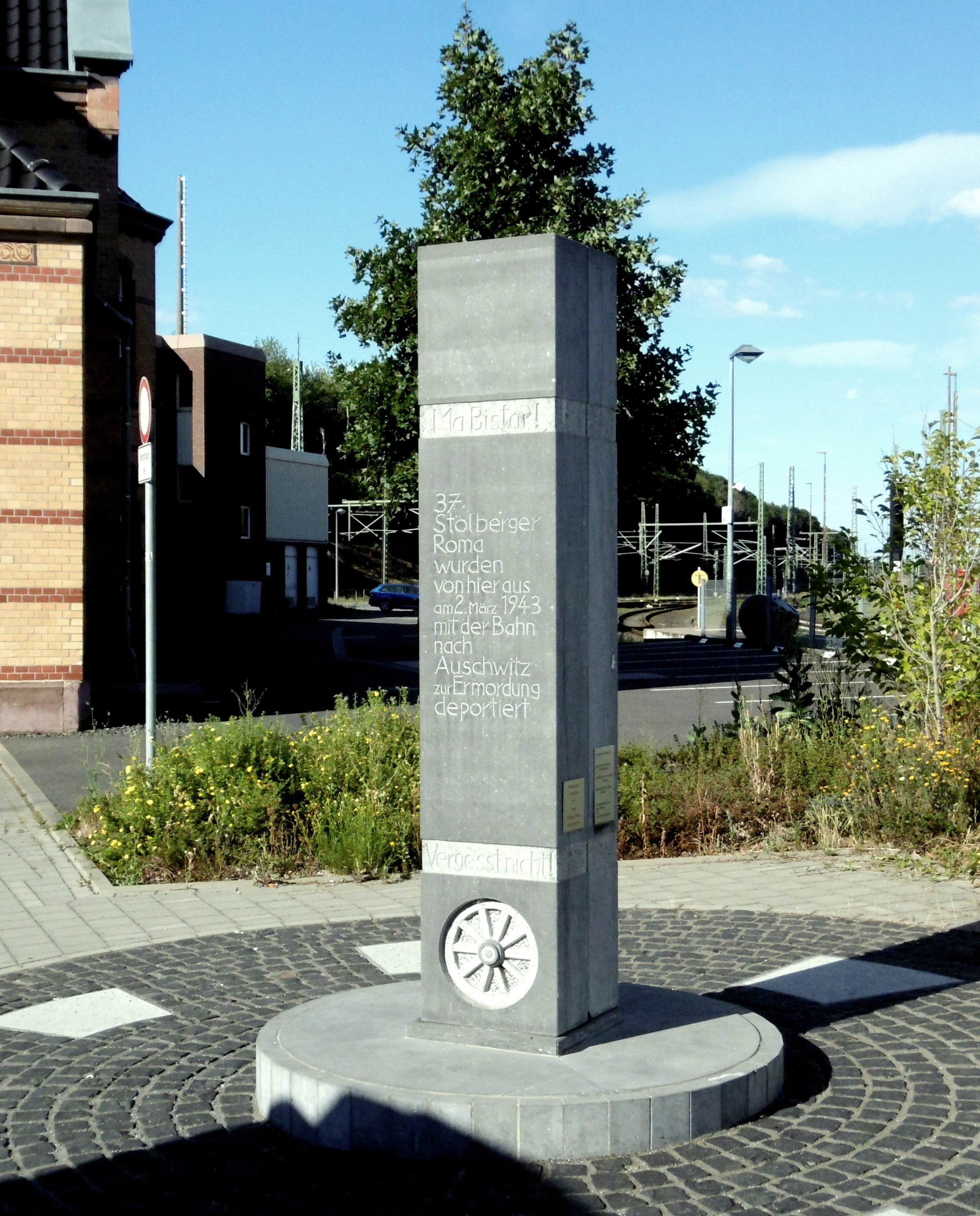
Denkmal für deportierte Romafamilien am Stolberger Hauptbahnhof

Metallverarbeitende Unternehmen (vor allem Prym und Stolberger Metallwerke) stellten sich im Zweiten Weltkrieg auf die Rüstungsproduktion um. Nach dem Eschweiler Bergwerks-Verein war Stolberger Industrieunternehmen mit etwa 2.500 Zwangsarbeitern (davon 600 Kriegsgefangene) der größte Einsatzort für Zwangsarbeiter im damaligen Kreis Aachen. Insgesamt gab es mindestens 38 größere Zwangsarbeiter- und Kriegsgefangenenlager im Stadtgebiet.
Stollen unter der Burg und an der Zweifallerstraße dienten im Zweiten Weltkrieg als Luftschutzbunker. Noch vor der alliierten Eroberung Aachens am 21. Oktober 1944 drangen US-Truppen am 12. September 1944 bis Stolberg und Schevenhütte vor. Die Kämpfe um diesen sogenannten „Stolberg-Korridor“ brachten Zerstörungen mit sich und erlegten der Zivilbevölkerung große Leiden auf. Etwa 10.000 Menschen blieben in Stolberg zurück.
Nach dem Zweiten Weltkrieg wurde Stolberg Teil der britischen Besatzungszone und gehört seit 1947 zum Land Nordrhein-Westfalen. Flüchtlinge und Vertriebene aus den ehemaligen deutschen Ostgebieten bauten mit teilweise selbst gebrochenen Steinen die Donnerberger Siedlung und in der Velau. 1956 wurden der Neubau des Bethlehem-Krankenhauses und ein neues Berufsschulgebäude eingeweiht. Deutschlandweit in den Medien präsent war die Stadt in den 1960er Jahren durch das von der in Stolberg ansässigen Pharmafirma Chemie Grünenthal GmbH produzierte Medikament Contergan. Die Anhörungen und Prozesse im Contergan-Skandal fanden in Aachen (dem Hauptsitz der Firma) und in Alsdorf statt. Das Bekanntwerden von Gesundheitsschäden bei Stolberger Kindern (Bleikinder genannt) und bei Weidevieh durch Schwermetalle (Gressenicher Krankheit) gab nach 1965 den Anstoß zu Umweltschutzbemühungen. In den 1960er Jahren wuchs Stolberg in einer Art 'Kopf-an-Kopf-Rennen' mit dem benachbarten Eschweiler zu einer der bevölkerungsreichsten Kommunen im Kreis Aachen.

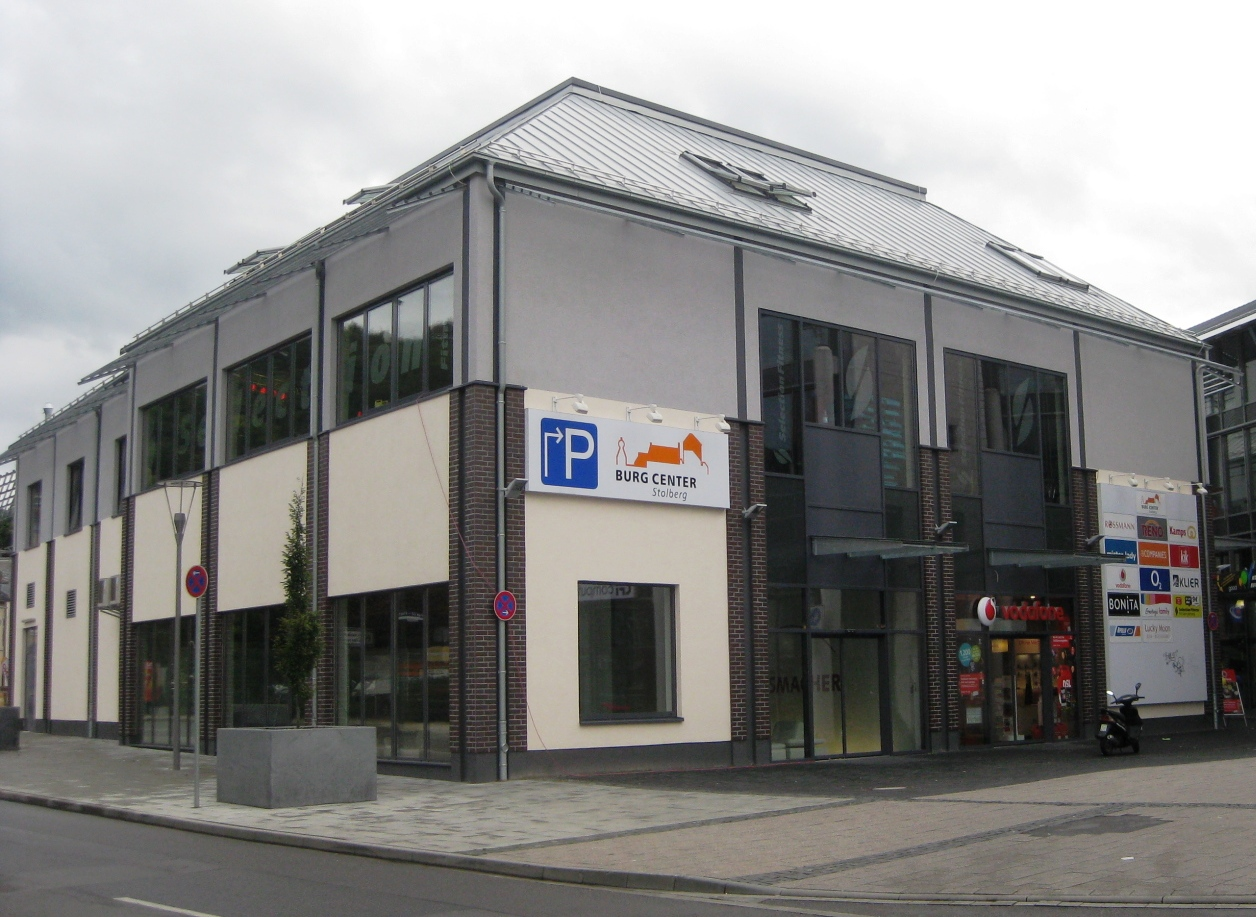
BurgCenter Stolberg (August 2009 eröffnet)

Bei der Gebietsreform in Nordrhein-Westfalen erfuhr das Stadtgebiet am 1. Januar 1972 entsprechend den Wünschen der Verwaltung eine beträchtliche Erweiterung nach Südosten und wurde mehr als verdreifacht. In den darauf folgenden Jahren konnte die Sanierung der Schwermetallhalden weitgehend abgeschlossen und die Oberstolberger Altstadt restauriert werden. 1996 eröffnete das Museum Zinkhütter Hof als Industriemuseum, und 1998 zog die Verwaltung der EWV Energie- und Wasserversorgung (EWV) in das umgebaute Gebäude der Ketschenburg-Brauerei ein.
Im Jahre 2001 ging die Euregiobahn mit neuen und umbenannten Haltepunkten in Betrieb und erschließt seitdem die Stolberger Innenstadt auf Gleisen für den ÖPNV. 2004 kaufte Stolberg der Stadt Eschweiler ein südliches Stück des Propsteier Waldes ab, um dort auf dem ehemaligen Militärgelände Camp Astrid ein neues Gewerbegebiet für Kleinbetriebe anzusiedeln.
Im Juli 2021 erlebte Stolberg bei der Flutkatastrophe 2021 eine der größten Zerstörungen seiner Geschichte.

### Überblick über die Gebiets- und Bevölkerungsentwicklung
- Frühe Neuzeit: Herrlichkeit, Mairie und Bürgermeisterei Stolberg 318 ha
- 1823 Eingemeindung des Stadtteils Mühle (heute Unterstolberg) von Eschweiler
- 1913 Schneidmühle und Jordansberg von der Gemeinde Büsbach
- 1920 das Gebiet Hammerberg von der Gemeinde Hastenrath
- 1925 umfasst das Stadtgebiet 456 ha (bei ca. 17.000 Einwohnern).
- 1932 Eingemeindung des sog. Hastenrather Zipfels (Burgholzer Hof, Niederhof, Hochweger Hof und Steffenshof, insgesamt 268 ha) von der Gemeinde Hastenrath
- 1935 Eingemeindungen: Das Stadtgebiet verdreifacht sich auf 2890 ha:
  - Donnerberg, Duffenter, Birkengang, Velau, Steinfurt sowie den Südwesten des Propsteier Waldes (Steinbachshochwald) (rund 500 ha Gebiet) von Eschweiler
  - Atsch von Eilendorf
  - Gemeinde Büsbach mit den Ortsteilen Büsbach, Dorff, Münsterbusch und Kohlbusch
- 1. Januar 1972: Eingemeindungen im Rahmen der kommunalen Gebietsreform:
  - Gemeinde Gressenich 41,12 km², 9415 Einwohner
  - Breinig, Venwegen (von Kornelimünster) 17,25 km², 5343 Einwohner
  - Zweifall (von Roetgen) 20,37 km², 2030 Einwohner
- 1. Januar 1972: Grenzkorrekturen: Bayerhaus an Aachen (40 ha) und Gebiet bei Steinfurt an Eschweiler (3 ha)
- 2004 Kauf eines südlichen Teils des Propsteier Waldes von Eschweiler

### Historische Legenden, Originale und Fabelwesen
Dass die heutige Burg auf ein Jagdschloss Karls des Großen zurückgehe, ist eine Legende, die der Nähe zu Karls Pfalz in Aachen entspringt. Ins Reich der Sage gehört auch, dass Napoleon bei seiner überstürzten Rückkehr nach Paris nach dem Ende der Großen Armee in Stolberg mit seinem Pferd gehalten habe.
Ein Alt-Stolberger Original war „Jumbo“, der mit einer Pauke auf dem Rücken, einer Mundharmonika vor dem Mund und anderen Musikinstrumenten in der Hand eine Ein-Mann-Combo bildete und auf seinem Mofa mit dieser Pauke auf dem Rücken zum Gaudi der Kinder von Kirmes zu Kirmes zog.

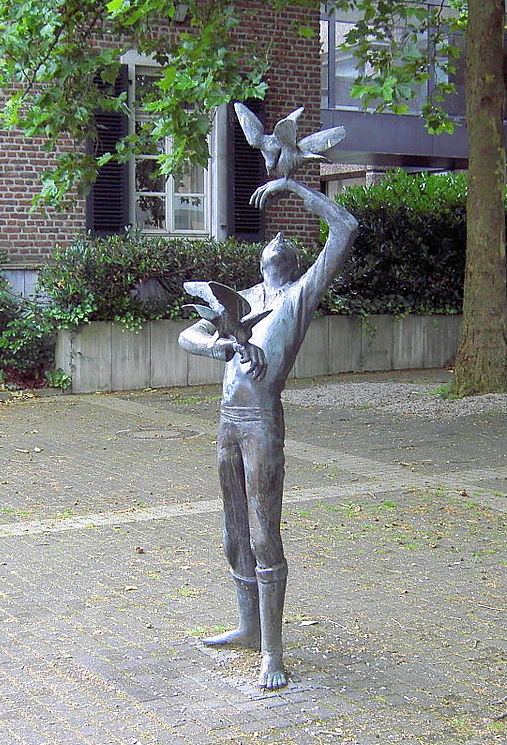
Vogelsänger-Skulptur von Karl-Henning Seemann, 1979

Eine Alt-Stolberger Figur ist der Vogelsänger, ursprünglich ein Bewohner des Viertels Vogelsang, dem das Zwitschern der Vögel am nahegelegenen Hammerberg den Namen gab (vgl. Finkenberg). Volksetymologisch wurde der Vogelsänger jedoch als jemand gedeutet, der mit Vögeln singt und auch in einem Standbild neben dem Rathaus so dargestellt. Auf die Sanges- und Lebensfreude des Vogelsängers spielt auch ein Lied an.
In den Gruben bei Gressenich und Mausbach-Diepenlinchen wurden die Quärrismännchen (von mittelhochdeutsch 'Querge' = Zwerg) oder Römermännchen angesiedelt, kleine Männchen, die der Sage nach in Stollen hausten und sich zu nächtlichen Feiern von den Menschen Geschirr ausliehen, das sie am nächsten Tag wieder sauber zurückbrachten. Sie sind Nachbarn der Killewittchen.
Auch der Sagenkomplex um die Stadt Gression ist um Stolberg angesiedelt. Gressenich soll das eigentliche Gression oder zumindest das Zentrum dieser Stadt gewesen sein. Vor allem durch Erzabbau sei sie zu großem Reichtum gelangt. Durch eine Sintflut oder durch Feindeinwirkung sei Gression letztlich zerstört worden. Vielleicht hat die Sage einen historischen Kern.

### Wirtschaftsgeschichte
Jahrhundertelang prägten Kohle und Erze und daraus resultierend eisen-, zink-, blei- und messingverarbeitende Industrie die Wirtschaftsstruktur im Raum Stolberg. Die Kupfermeister drückten der Stadt ihren Stempel auf. Glasproduzierende Werke, Chemieindustrie und Dienstleistungen bilden weitere Standbeine.

## Politik

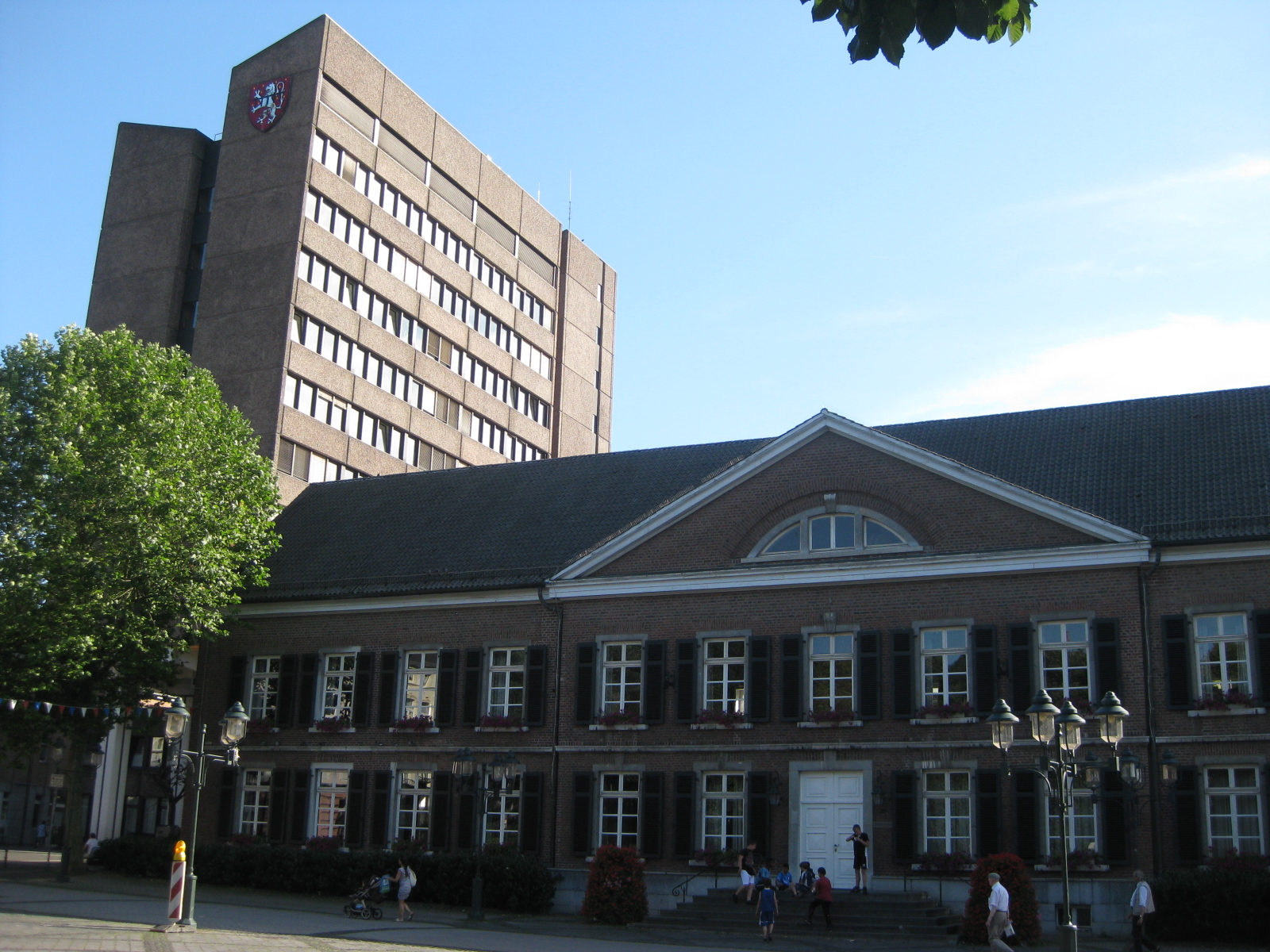
Altes und neues Rathaus am Kaiserplatz

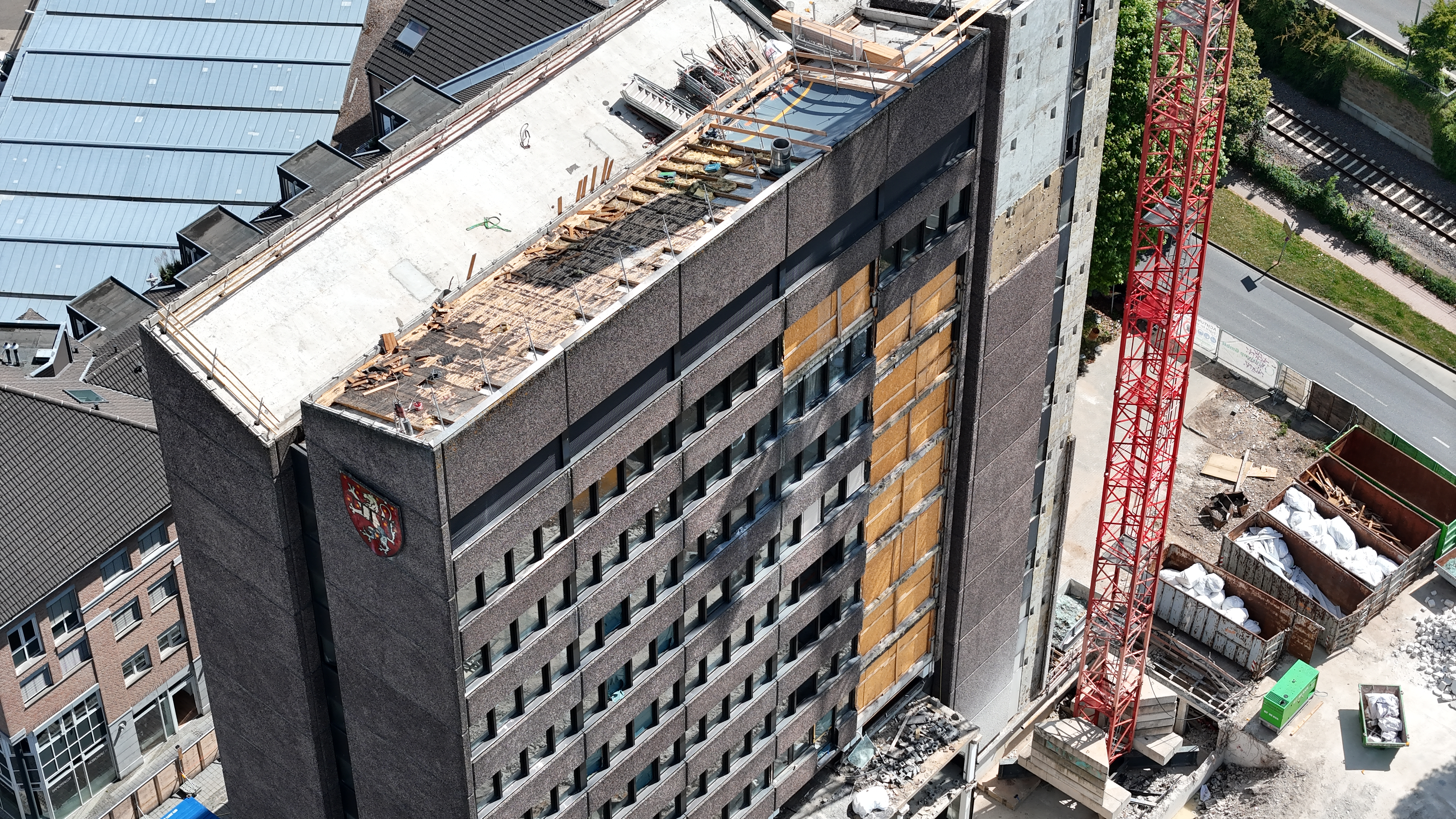
Rückbau zum Abriss des neuen Rathauses nach der Flutkatastrophe 2021 (Juni 2025)

### Administrative Zugehörigkeit
Stolberg gehört zum Regierungsbezirk Köln, zum Bezirk des Amtsgerichts Eschweiler, zum Forstamt Hürtgenwald sowie innerhalb des Polizeipräsidiums Aachen zur Polizeiinspektion Kreis, Wach- und Bezirksdienst Südkreis.

### Koalitionen im Stadtrat
- 1946–1948: CDU
- 1948–1952: CDU/SPD
- 1952–1961: CDU/FDP
- 1961–1964: CDU
- 1964–1969: CDU/FDP
- 1969–1972: CDU
- 1972–1979: CDU/FDP
- 1979–1984: SPD/FDP
- 1984–1989: SPD/Grüne
- 1989–1994: CDU/FDP
- 1994–1997: SPD/UWG
- 1997–1999: CDU/UWG
- 1999–2004: CDU
- 2004–2009: SPD/Grüne/FDP/ABS
- 2009–2011: SPD/Grüne/FDP
- 2011–2020: CDU/SPD
- 2020–: CDU/Grüne/FDP

### Kommunalwahlen
Die Tabelle zeigt die Ergebnisse der Kommunalwahlen seit 2004.
| Partei/Liste                           | 2020  | 2020  | 2014  | 2014  | 2009 | 2009  | 2004 | 2004  |
| Partei/Liste                           | %     | Sitze | %     | Sitze | %    | Sitze | %    | Sitze |
| -------------------------------------- | ----- | ----- | ----- | ----- | ---- | ----- | ---- | ----- |
| CDU                                    | 39,34 | 17    | 47,35 | 21    | 36,7 | 16    | 38,7 | 19    |
| SPD                                    | 32,36 | 14    | 31,47 | 14    | 37,7 | 17    | 36,8 | 18    |
| FDP                                    | 3,80  | 2     | 3,55  | 2     | 8,8  | 4     | 8,7  | 4     |
| Bündnis 90/Die Grünen                  | 12,10 | 5     | 5,66  | 2     | 6,7  | 3     | 6,9  | 3     |
| UWG (Unabhängige Wählergemeinschaft)   | 1,15  | 1     | 3,02  | 1     | 2,9  | 1     | 3,8  | 2     |
| LINKE                                  | 2,43  | 1     | 4,11  | 2     | 3,5  | 2     | –    | –     |
| PIRATEN                                | 1,79  | 1     | 2,21  | 1     | –    | –     | –    | –     |
| AfD                                    | 7,03  | 3     | –     | –     | –    | –     | –    | –     |
| NPD                                    | –     | –     | 1,52  | 1     | 2,2  | 1     | 3,0  | 2     |
| DVU                                    | –     | –     | –     | –     | –    | –     | 1,2  | 1     |
| ABS (Alternative Bürgerliste Stolberg) | –     | –     | –     | –     | –    | –     | 1,0  | 1     |
| Gesamt                                 |       | 44    |       | 44    |      | 44    |      | 50    |

Zum ersten Mal zog nach den Kommunalwahlen 2020 in Stolberg die Alternative für Deutschland in den Stolberger Stadtrat ein. Noch vor der konstituierenden Ratssitzung traten zwei der drei Stadträte aus der AfD aus und gründeten eine eigene Partei.

### Rechtsextremismus

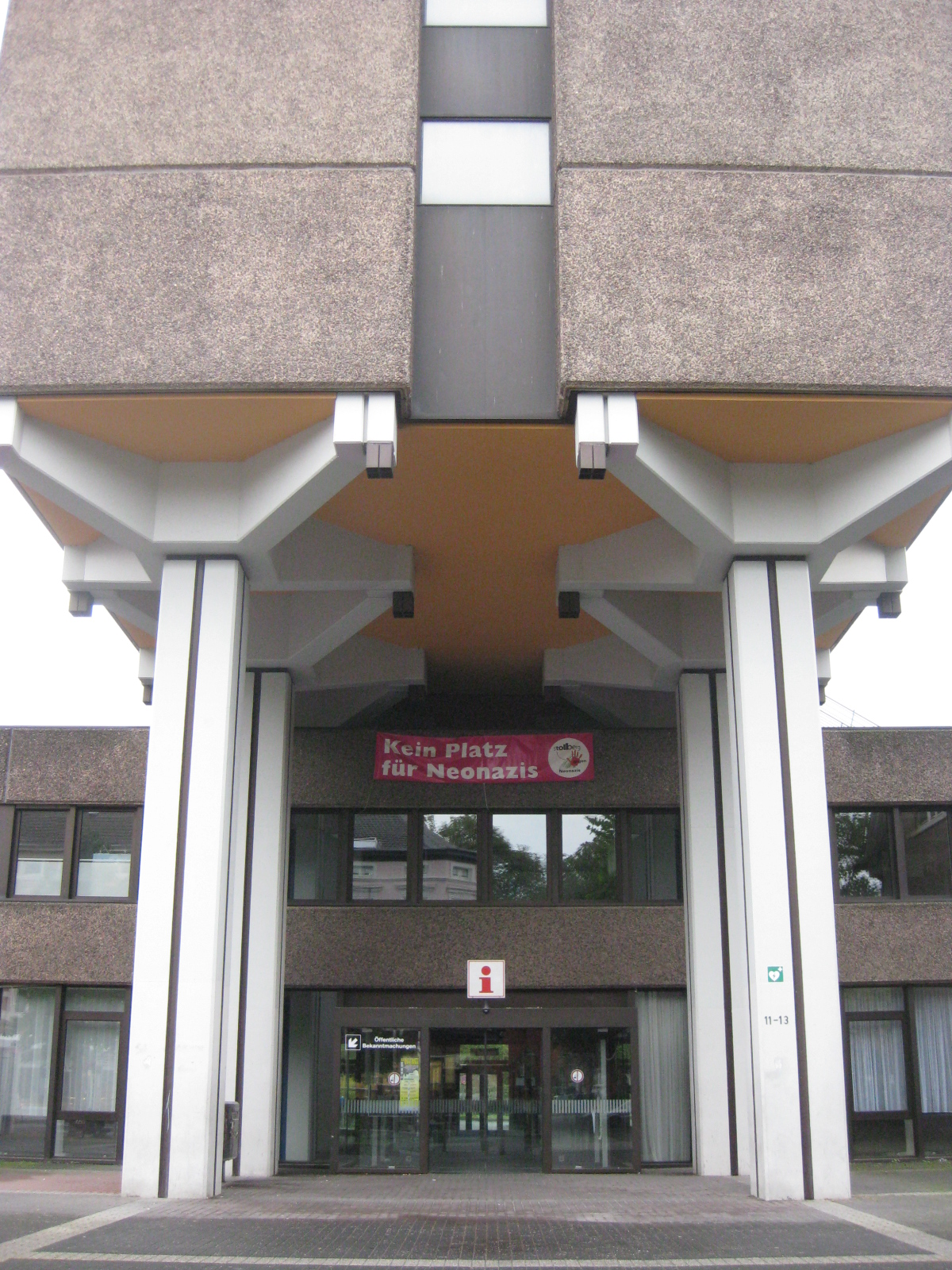
Kein Platz für Neonazis am Eingang des Stolberger Rathauses

Stolberg ist seit den 1950er-Jahren ein Schwerpunkt rechtsextremistischer Aktivitäten in der Aachener Region und besitzt neben Aachen als einzige weitere Gemeinde der Region einen eigenständigen NPD-Ortsverband. Antifaschistische Gruppen bezeichnen Stolberg als „Hochburg der Rechten“. Überregionale Aktivitäten und öffentliche Präsenz rechtsextremer Einzelpersonen und Gruppierungen führten zu landes- oder gar bundesweiter Medienaufmerksamkeit und zu auswärtiger Verstärkung der örtlichen Protestveranstaltungen, etwa als die NPD, die Stolberg zu einer ihrer Hochburgen ausbauen will, am 16. April 2005 mit Prominenz aus Bundes- und Landespartei in der Stadthalle Stolberg ihr 40-jähriges Bestehen feierte. Eine Anfrage der NPD für eine weitere Großveranstaltung wurde vom privaten Pächter der Stadthalle abschlägig beschieden.
Ende 2003 wurde in Stolberg ein neuer Kreisverband Aachen/Heinsberg der DVU gegründet.
Seit Anfang der 1950er-Jahre arbeitete in Stolberg eine Gruppe der Hilfsgemeinschaft auf Gegenseitigkeit der Soldaten der ehemaligen Waffen-SS, deren Mitglieder bei Wahlen bald für die FAP, bald für die DVU kandidierten und für die Hans Rantz, ein ehemaliger Waffen-SS-Mann, arbeitete und die Freilassung inhaftierter Kriegsverbrecher der SS betrieb. Von 1967 bis zu ihrem Umzug 1991 nach Berlin betrieben Wolfgang und später Wolfram Nahrath von ihrem Privathaus in Stolberg-Büsbach aus zusammen mit Sascha Wagner die Bundeszentrale der Wiking-Jugend.
Erstmals in der Nachkriegszeit schaffte nach dem Fall der Fünf-Prozent-Hürde bei der Kommunalwahl 1999 mit Willibert Kunkel für die DVU ein Vertreter rechtsextremer Parteien den Sprung in den Stadtrat. Kunkel wechselte im Laufe der Wahlperiode zur NPD. Am 29. August 2000 fasste der Rat der Stadt Stolberg eine Resolution gegen Rassismus und Diskriminierung. Bei den Kommunalwahlen im September 2004 zogen mit Willibert Kunkel und Oliver Harf zwei NPD-Mitglieder sowie mit Rudi Motter ein Vertreter der DVU in den Stolberger Stadtrat ein. Die konstituierende Ratssitzung am 19. Oktober 2004 fand unter Polizeischutz statt, weil Kunkel, Harf und Motter in Begleitung von 20 KAL-Skinheads erschienen. Bei der Wahl zum Stolberger Bürgermeister erhielt Kunkel vier Stimmen, also auch eine aus dem nicht rechtsextremen Lager.
Als Reaktion auf den Einzug zweier rechtsextremer Parteien bei der Kommunalwahl 2004 in den Stadtrat änderten CDU, SPD, FDP und Grüne die Hauptsatzung dahingehend, dass Gruppen unterhalb der Fraktionsstärke an den Ausschüssen nur mit beratender Stimme teilnehmen, was jedoch auch die Listen UWG und ABS trifft.
Am 1. September 2007 wurden Besucher eines Rockkonzerts im Stadtteil Münsterbusch von Rechtsradikalen attackiert und verletzt, gleichzeitig fand in der Nähe eine NPD-Veranstaltung mit einem rechtsextremen Liedermacher statt. Der Polizei wurde bei diesen Vorfällen vorgeworfen, die Lage als zu ruhig eingeschätzt, die Täter nicht verfolgt und Gegendemonstranten nicht geholfen zu haben.
Im April 2008 fanden drei Neonazi-Demonstrationen mit insgesamt über 1000 Teilnehmern aus dem gesamten Bundesgebiet in Stolberg statt. Grund war die Ermordung eines 19-Jährigen durch einen Staatenlosen libanesischer Abstammung mit vier Messerstichen, das laut Ermittlungen wohl eine Beziehungstat gewesen sei. Die rechte Szene tat kund, Stolberg durch einen jährlichen „Trauermarsch“ zu einem „Wallfahrtsort“ ausbauen zu wollen. Die Rechtsextremen versuchten Stolberg zu einer Großveranstaltung zu entwickeln. So versammeln sich in den Folgejahren jedes Jahr im April zwischen 500 und 800 Rechtsextreme, um ein symbolisches Datum zu schaffen, mit dem bundes-, wenn nicht europaweit ein Aufmarschanlass geschaffen und zudem eine teils taktisch zerstrittene Szene geeint werden sollte. Ihnen stellte sich ein breit aufgestelltes „Bündnis gegen Radikalismus“ entgegen, das die Versuche der Rechtsextremen erfolgreich unterbinden konnte. Seit 2013 finden keine Aufmärsche der Rechtsextremen mehr statt.

### Bürgerinitiativen
Umweltverschmutzung, insbesondere Schwermetallbelastung mit den Folgen Bleikinder und Gressenicher Krankheit, führte in den 1970er-Jahren zur „Aktion besorgter Bürger – Stolberg“. Ebenso die Konflikte zwischen Umwelt- und Landschaftsschutz einerseits und dem Ausbau der Infrastruktur und Wirtschaftsförderung andererseits trugen zu jener Aktion bei.
Die in den 1980er-Jahren gegründete Friedensinitiative wandelte sich in den 1990er-Jahren in die „Gruppe Z“ um.
Nachdem die NPD ihren 40. Geburtstag in der Stolberger Stadthalle feierte, wurde auf Initiative von Bürgermeister Ferdinand Gatzweiler (SPD) als das parteiübergreifende „Stolberger Bündnis gegen Radikalismus“ ins Leben gerufen.

### Bürgermeister
- 1815–1845: Konrad Esajas Michels
- 1845–1894: Friedrich von Werner
- 1894–1906: Werner Fleusters
- 1906–1934: Walther Dobbelmann (DNVP) (beantragte auf Druck der NSDAP seine Pensionierung, die am 1. Oktober 1934 erfolgte)
- 1934–1935: Anton Braun (Leiter der Gaurevisionsabteilung, fungiert als Bürgermeister)
- 1935–1944: Engelbert Regh (NSDAP) (wurde am 1. Oktober 1944 von den amerikanischen Militärbehörden aus dem Amt entfernt)
- 1944–1945: Friedrich Deutzmann (vom 1. Oktober 1944 bis zum 31. Juli 1945, durch die amerikanische Militärregierung eingesetzt)
- 1945–1946: Eduard Voß (vom 1. August 1945 bis zum 31. März 1946, danach Stadtdirektor bis zum 31. Dezember 1957)
- 1946–1948: Peter Conrads (CDU)
- 1948–1950: Peter Meuser (CDU)
- 1950–1952: Nikolaus Vonderbank (SPD)
- 1952–1979: Bernhard Kuckelkorn (CDU)
- 1979–1989: Hermann-Josef Kaltenborn (SPD)
- 1989–1994: Wolfgang Hennig (CDU)
- 1994–1997: Hans Fischer (SPD)
- 1997–1999: Wolfgang Hennig (CDU)
- 1999–2004: Hans-Josef Siebertz (CDU)
- 2004–2014: Ferdinand Gatzweiler (SPD)
- 2014–2019: Tim Grüttemeier (CDU)
- seit 2019: Patrick Haas (SPD)

Aufgrund der Wahl des bisherigen Amtsinhabers Tim Grüttemeier (CDU) zum Städteregionsrat wurde 2019 außerhalb des üblichen Turnus eine neue Bürgermeisterwahl erforderlich. Um zukünftig das Bürgermeisteramt wieder zeitgleich mit den Kommunalwahlen wählen zu können, wurde die Amtszeit des gewählten Bürgermeisters bis zur Kommunalwahl 2025 verlängert. Patrick Haas (SPD) setzte sich im ersten Wahlgang mit 49,44 % gegen Andreas Dovern (CDU, 41,51 %) und Bernd Engelhardt (FDP, 9,05 %) durch. Die Stichwahl gewann Patrick Haas (SPD) mit 58,57 % gegen Andreas Dovern (CDU). Die Wahlbeteiligung bei der Stichwahl (43,95 %) war überdurchschnittlich hoch.
Bei der Bürgermeisterwahl 2014 setzte sich Tim Grüttemeier deutlich gegen den vorherigen Amtsinhaber Ferdinand Gatzweiler (SPD) mit 51,75 % im ersten Wahlgang durch, Gatzweiler erhielt 28,97 %.
Bei der Bürgermeisterwahl 2004 wurde Ferdinand Gatzweiler (SPD) mit 59 % der abgegebenen gültigen Stimmen gegen Amtsinhaber Hans-Josef Siebertz (CDU) zum Bürgermeister gewählt und 2009 mit 47,7 % im Amt bestätigt. Sein stärkster Konkurrent Paul M. Kirch von der CDU kam auf 38,2 % der Stimmen.

### Wappen und Stadtfarben
Das Stadtwappen zeigt einen roten Wappenschild, der mit goldenen rechteckigen Steinen bestreut ist. Die Anzahl ist nicht festgelegt und schwankt in geläufigen Aufrissen zwischen zwölf und vierzehn Stück. Im Feld findet sich ein aufgerichteter, nach links springender silberner Löwe mit ausgeschlagener goldener Zunge, der mit einem schwarzen fünflätzigen Turnierkragen überlegt ist. Der Löwe hat dreifingrige Klauen, die blau bewehrt sind.
Stolberg führt dieses Wappen seit 1880. Es wurde dem damaligen Bürgermeister Friedrich von Werner vom Stadtarchivar vorgeschlagen und geht auf das Siegel und Wappen von einstigen Burgherren, der Edelherren von Stolberg-Frenz-Setterich, zurück. Sie übernahmen, da vom Limburgischen Herzoghaus abstammend, den Limburgischen Löwen als Wappentier, der nun seinerseits im Stolberger Wappen erscheint. Turnierkragen und Steine bilden Unterscheidungsmerkmale, die in ihrer Form im Rheinland typisch sind. Der normalerweise im Schildhaupt untergebrachte Turnierkragen ist abgesenkt, um die Schildfigur des Löwen nicht zu beeinträchtigen.
Die Stadtfarben sind in Anlehnung an die Grundfarben des städtischen Wappens rot und gelb.

### Städtepartnerschaften und -freundschaften
- seit 1989 mit Faches-Thumesnil (Frankreich)
- seit 1990/91 mit Valognes (Frankreich)
- seit 1990 mit dem namensgleichen sachsen-anhaltischen Kurort Stolberg (Harz) (1985 von der DDR abgelehnt)
- seit 1968 Städtefreundschaft mit Grado (Italien)

## Wirtschaft und Infrastruktur
Die Wirtschaft ist von alters her eher mittelständisch-produzierend, während in den 1972 eingemeindeten Gebieten verstärkt Land- und Forstwirtschaft betrieben werden. Stolberg ist mit rund 16.000 Arbeitsplätzen neben dem Oberzentrum Aachen der bedeutendste Industrieort in der Städteregion Aachen. Die Kaufkraftkennziffer lag im Jahr 2004 in Stolberg bei 99,6 % des Bundesdurchschnitts, die Zentralitätskennziffer dagegen nur bei 59 %, was bedeutet, dass das Geld, das in Stolberg verdient wird, dort kaum ausgegeben wird.
Wegen der beengten Tallage haben Unternehmensgründungen im Vichttal von alters her über die Stadtgrenzen hinausgeführt. So begann die Familie Hoesch als Reitmeister im heutigen Stadtteil Vicht, bevor ein Spross der Familie über Lendersdorf und Eschweiler-Stich nach Dortmund ging.
Neben das traditionelle produzierende Gewerbe tritt in jüngster Zeit verstärkt der Dienstleistungssektor, so im Gewerbegebiet Steinfurt und im Dienstleistungszentrum in Münsterbusch.

### Industrieunternehmen
Die größten Industrieunternehmen Stolbergs sind:
- die Aurubis Stolberg GmbH & Co. KG, vormals Prymetall, wurde 2002 von der Aurubis AG aus Hamburg übernommen.
- die Schwermetall Halbzeugwerk GmbH & Co. KG; 1972 von den Prym-Werken und den Kupfer- und Messingwerken Langenberg zu je 50 % gegründet und seit 2002 jeweils 50%ige Tochter der Aurubis AG und der Wieland-Werke AG.
- die Dalli-Werke nebst Mäurer & Wirtz
- das Glaswerk Saint-Gobain Glass Deutschland
- die Berzelius-Bleihütte Binsfeldhammer

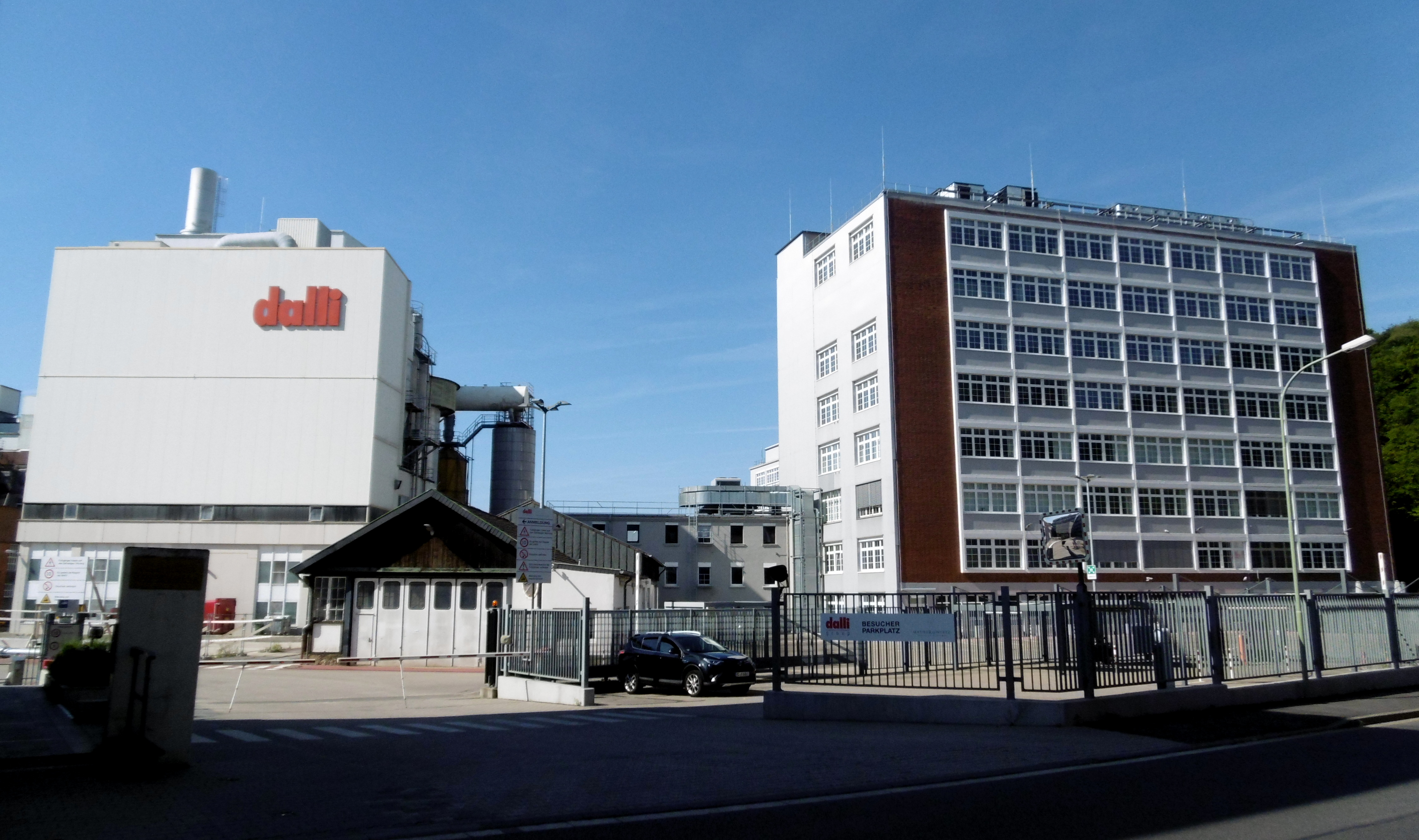
Dalli-Werke in Stolberg
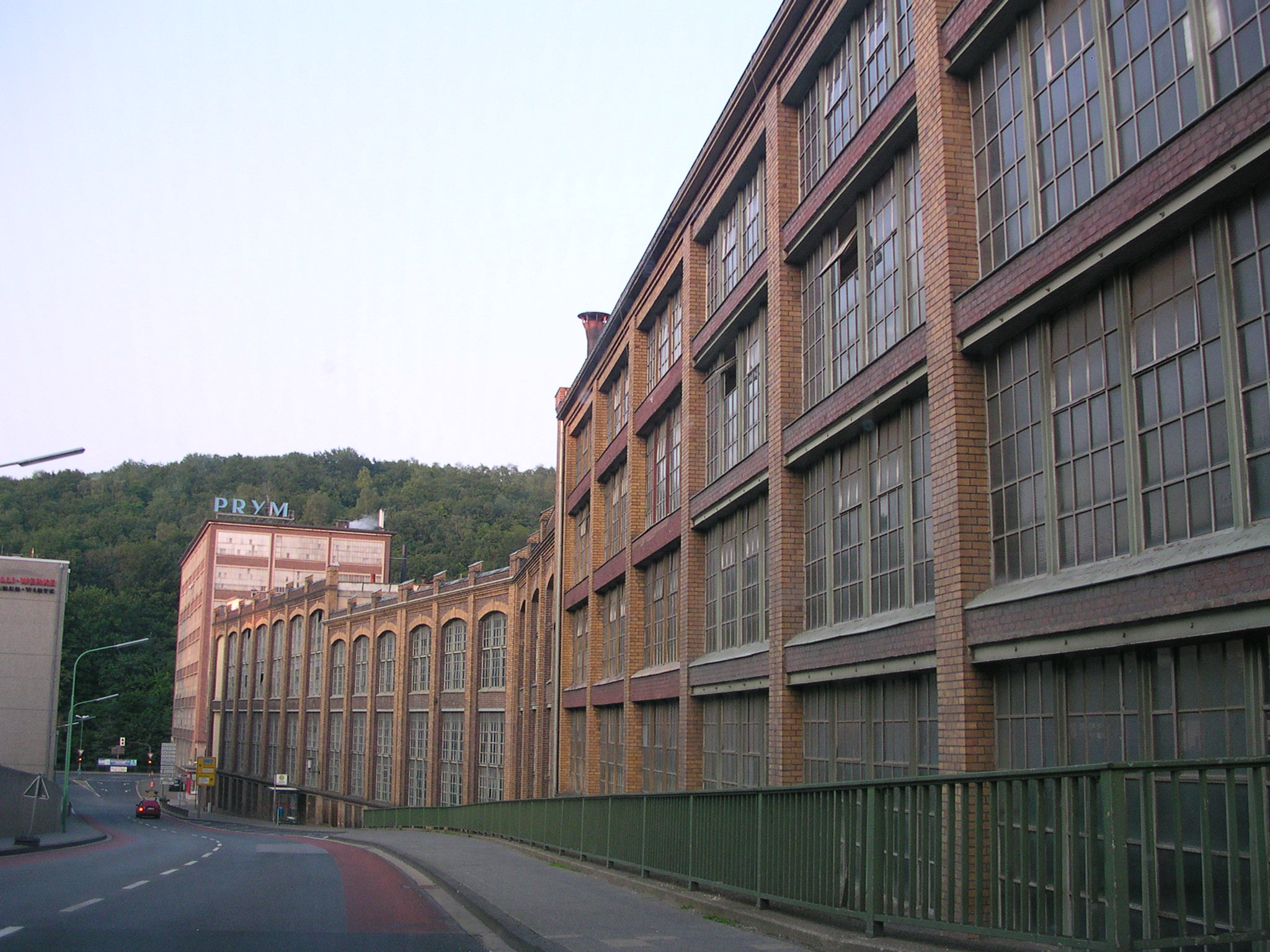
Werksgelände des Unternehmens Prym
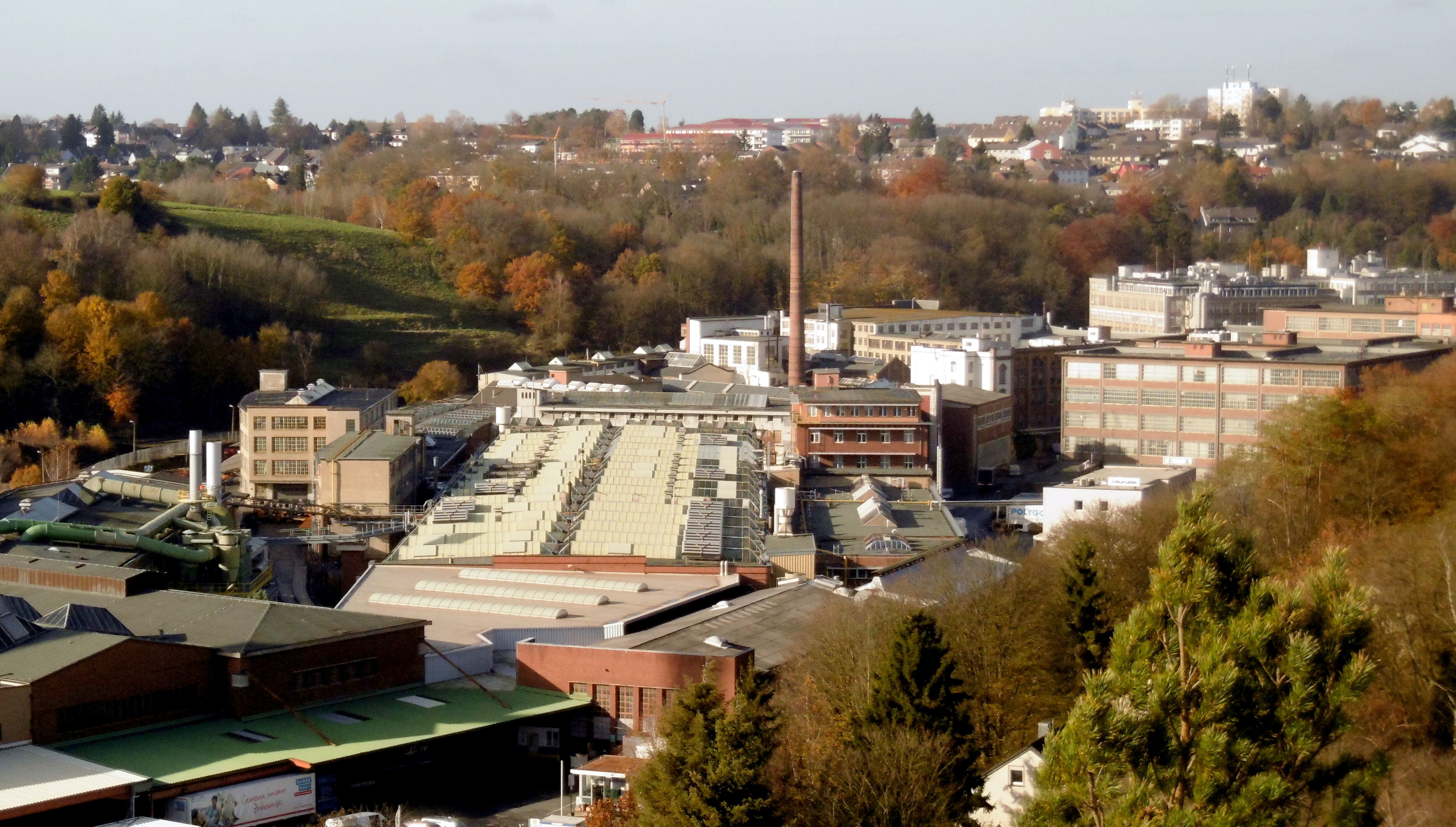
Aurubis, vormals Prymetall
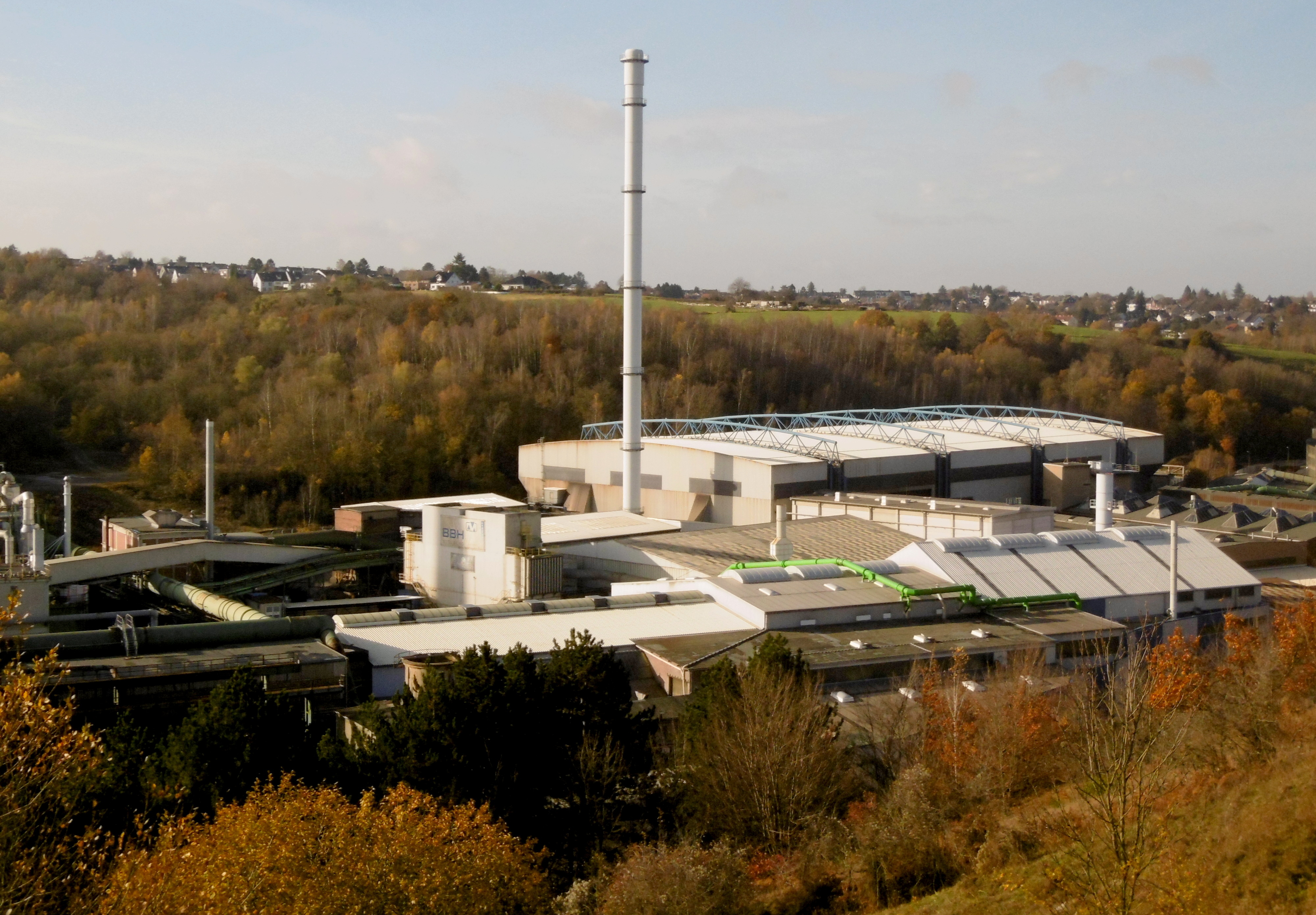
Berzelius, vormals Bleihütte Binsfeld
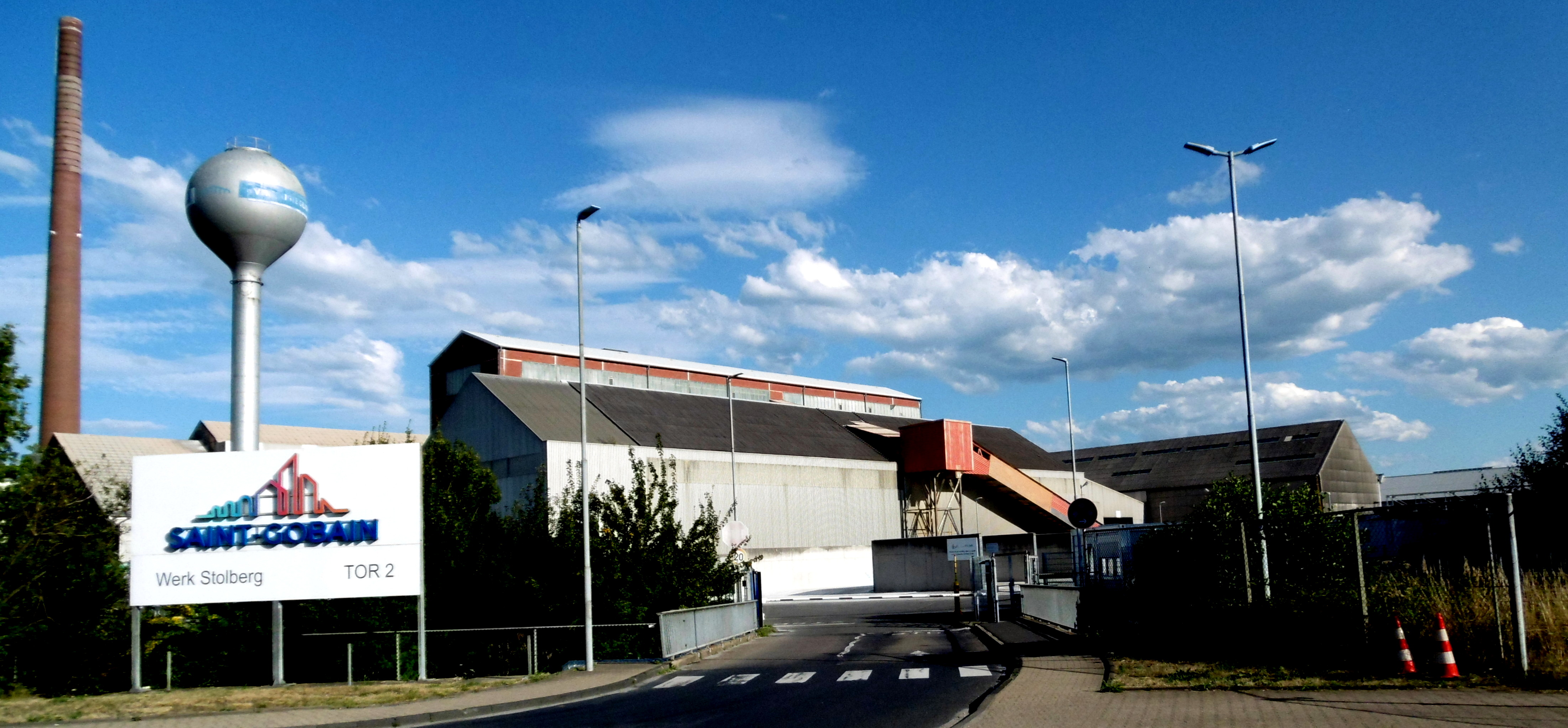
Saint-Gobain Glass und Saint-Gobain Sekurit

### Beherbergungsbetriebe
Stolberg verfügt zurzeit über zehn Beherbergungsbetriebe mit insgesamt ca. 400 Betten.

### Medien

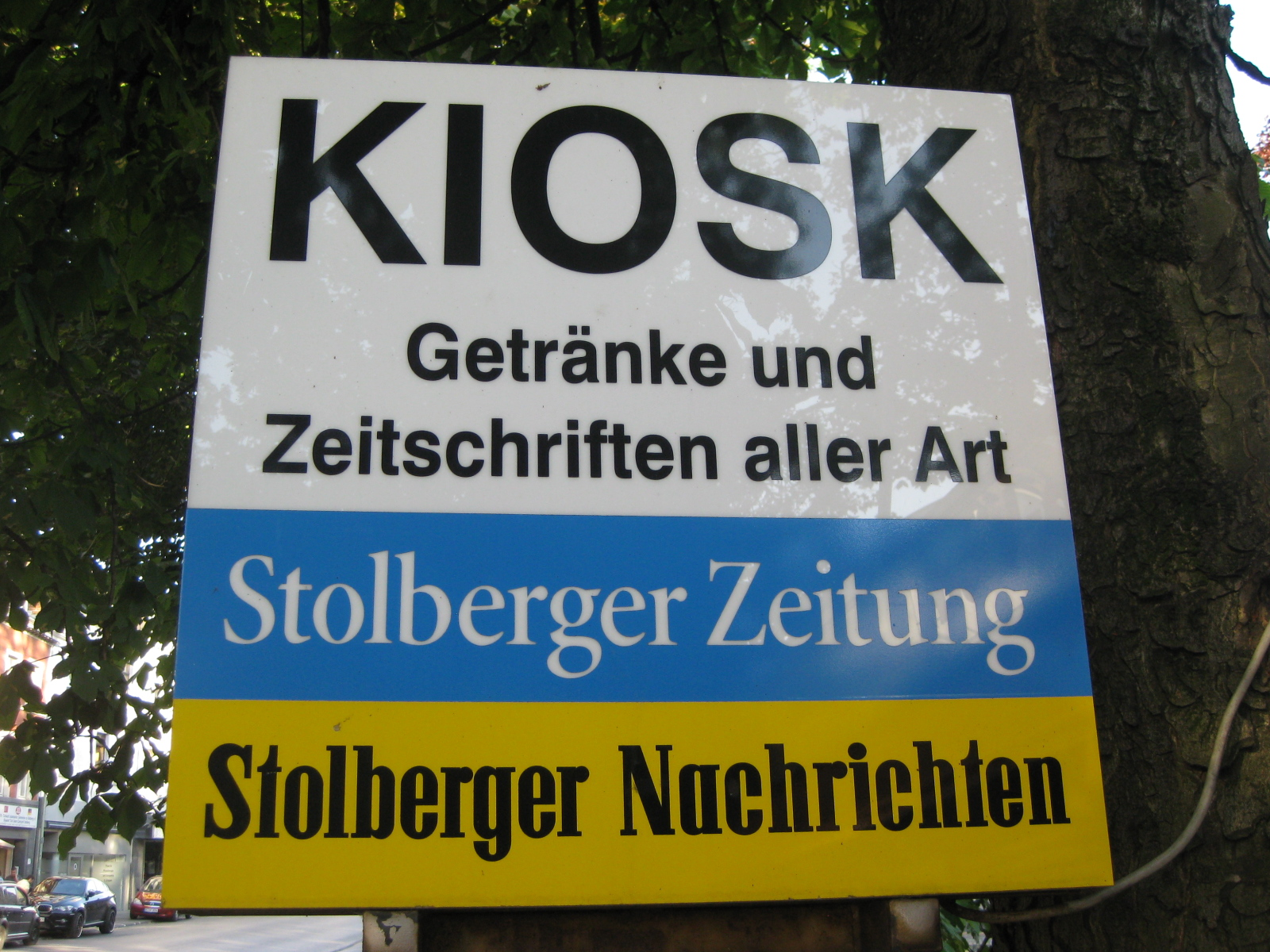
Stolberger Tageszeitungen

Im Ortsteil Donnerberg betreibt der Westdeutsche Rundfunk seit den 1950er Jahren eine Sendeanlage für MW, die heute UKW und Fernsehen ausstrahlt. Als Antennenträger dient ein im Jahr 1993 errichteter 231 m hoher, abgespannter Stahlfachwerkmast mit einem Querschnitt von 1,76 m anstelle des alten runden und kleineren Sendemastes. Ein Teil des ehemaligen Senderschuppens ist auch heute noch vor dem Feuerwehrhaus der „Löschgruppe Donnerberg“ zu sehen.
Die Aachener Nachrichten und Aachener Zeitung hatten bis 2020 einen gemeinsamen Lokalteil „Stolberg“. Seitdem gibt es einen Lokalteil „Eschweiler/Stolberg“ einer gemeinsamen Redaktion. Ferner werden im ganzen Stadtgebiet „Kleng Ziedung“ und „SuperSonntag“ sowie in seinem östlichen Teil die Eschweiler Filmpost kostenlos verteilt. Hinzu kommt im Internet die Nachrichten-Plattform „Mein Stolberg“.
Darüber hinaus wird seit September 2016 von der Stadt Stolberg das rein Anzeigen finanzierte Hieronymus – das Kupferstadtmagazin mit aktuellen Stadtgeschichten, allgemeinen lokalen Informationen und Terminen in gedruckter und digitaler Form herausgegeben. Es hat seinen Namen von dem früheren Burgherren Hieronymus von Efferen und liegt mit einer Auflage von 5.000 Exemplaren an mehr als 200 Auslegestellen im gesamten Stadtgebiet aus.

### Öffentliche Einrichtungen

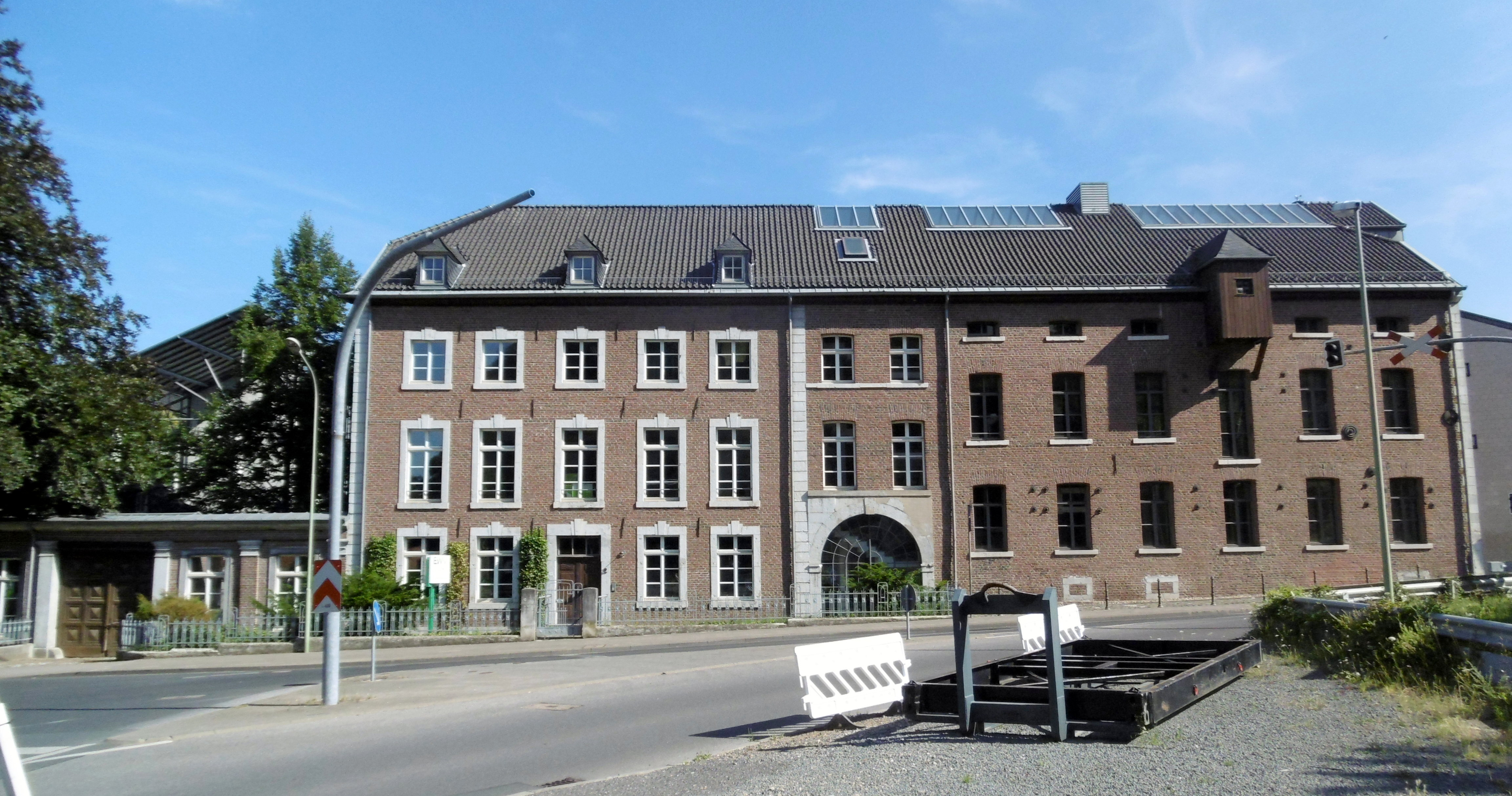
Verwaltungssitz der EWV

Erdgas und Strom liefert die EWV Energie- und Wasserversorgung, deren Verwaltungssitz seit 1998 auf dem Gelände der ehemaligen Ketschenburg-Brauerei untergebracht ist. Trinkwasser liefert die Gesellschaft enwor. Das aus ehemaligen Bergbaustollen im Kohlenkalk gewonnene Trinkwasser macht Stolberg als einzige Stadt des Kreises Aachen unabhängig von der Rurtalsperre. Eine Kläranlage befindet sich im Stadtteil Steinfurt. Durch Stolberg verläuft die Erdgasleitung TENP, die auf dem Stadtgebiet eine Verdichtungsstation betreibt.
Die Feuerwehr wurde 1884 gegründet und untersteht dem Amt 37 (Amt für Feuerwehr, Rettungsdienst und Bevölkerungsschutz) der Stadt Stolberg. Die Feuerwehr ist in fünf Züge unterteilt, der 1. Zug mit hauptamtlichen Feuerwehrangehörigen wird durch die Wache in Münsterbusch gestellt; die Züge 2 bis 5 bestehen aus Löschzügen der Freiwilligen Feuerwehr und befinden sich in anderen Stadtteilen.
Eine Geschäftsstelle der AOK Rheinland ist ebenso in Stolberg wie eine Nebenstelle der Agentur für Arbeit Aachen. Der Verein „Menschenskind“ widmet sich der Förderung, Betreuung und Beratung kranker Kinder und ihrer Familien. Es gibt sechs Altentagesstätten. Um die Linderung sozialer Notlagen bemühen sich die Arbeiterwohlfahrt, die Stolberger Tafel e. V., das Diakonisches Werk der evangelischen Kirchengemeinde sowie des Kirchenkreises Jülich, das Kirchliche Soziale Zentrum Rolandshaus sowie weitere Sozialdienste.

### Bethlehem Gesundheitszentrum (vormals: Bethlehem Krankenhaus)

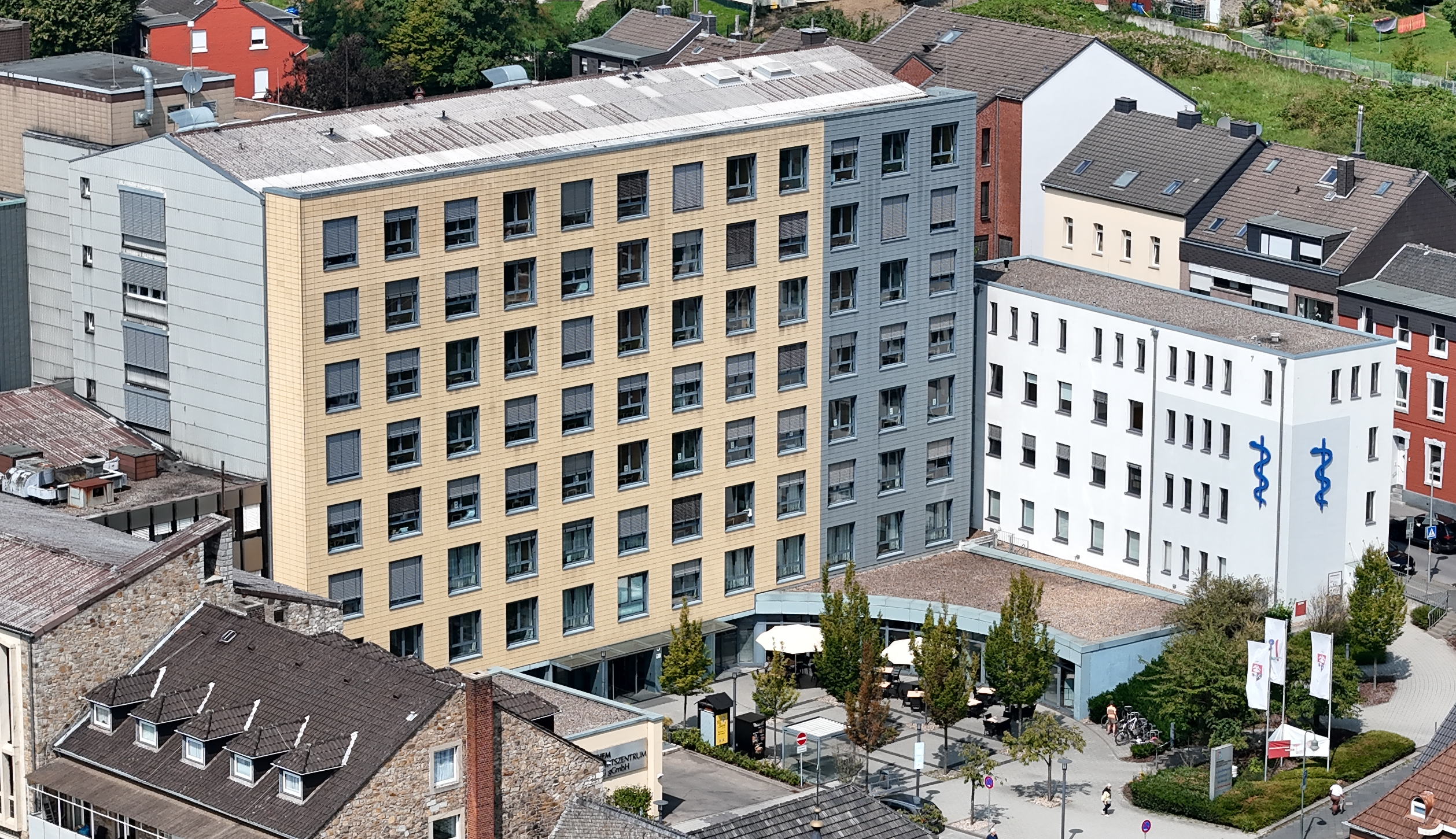
Bethlehem-Gesundheitszentrum

Das 1863 von Roland Ritzefeld im ehemaligen Kupferhof Steinfeld eingerichtete Bethlehem Gesundheitszentrum Stolberg ist ein Krankenhaus der Grund- und Regelversorgung und Akademisches Lehrkrankenhaus der RWTH Aachen mit fast 1.000 Mitarbeitern. Es verfügt über 327 Betten für jährlich ungefähr 13.500 stationäre und 33.000 ambulante Patienten und gliedert sich in die sieben Fachabteilungen Chirurgie, Orthopädie und Unfallchirurgie, Gynäkologie und Geburtshilfe, Innere Medizin, Anästhesie inklusive Schmerztherapie und operativer Intensivmedizin, Pädiatrie mit Kinderintensivstation, Radiologie und Nuklearmedizin sowie eine HNO-Belegabteilung. Es ist das geburtenreichste Krankenhaus der Städteregion Aachen, mehr als 1.100 Kinder kommen hier pro Jahr auf die Welt.
Von 2009 an wurde das Bethlehem Gesundheitszentrum 3 Jahre lang – bei laufendem Klinikbetrieb – modernisiert. Träger der Bethlehem Gesundheitszentrum Stolberg gGmbH war bis zum Jahre 2009 über mehr als 130 Jahre die Katholische Kirchengemeinde St. Lucia, Stolberg. Ende des Jahres 2009 gründete die Katholische Kirchengemeinde St. Lucia eine selbstständige kirchliche Stiftung, die „Stiftung Katholische Kirchengemeinde St.Lucia“. Diese Stiftung ist nun Gesellschafter der Bethlehem Gesundheitszentrum Stolberg gGmbH.
Bis zum 30. Oktober 2006 verrichteten Schwestern der von Franziska Schervier gegründeten Ordensgemeinschaft der Armen-Schwestern vom heiligen Franziskus ihren Dienst an kranken Menschen. Seit dem 1. Oktober 2001 wird der katholische Charakter des Hauses unter anderem durch die Schwestern des indischen Ordens „Sisters of the Adoration of the Blessed Sacrament (S.A.B.S)“ unterstützt.
Das Krankenhaus ist mit über 170 Auszubildenden einer der größten Ausbildungsbetriebe in der Städteregion Aachen.
Der Notarztdienst des Altkreises Aachen wird vom Bethlehem-Gesundheitszentrum und vom St.-Antonius-Hospital Eschweiler im wöchentlichen Wechsel bewältigt.

### Sportstätten
Die Stadt Stolberg unterhält das Stadion und Hallenbad „Glashütter Weiher“ und unterstützt oder trägt den Betrieb von sieben Bolzplätzen, 13 Sportheimen, 19 Sport- und Turnhallen, 14 Sportplätzen sowie einem Trimm-Dich-Pfad am Breinigerberg. Weitere, private Sportstätten sind drei Fitnessstudios, eine Squashanlage, sechs Tennisanlagen, ein Schießstand (DJV), eine Bogenschießsportanlage, eine Segelfluganlage, eine integrativ-inklusive Sportanlage sowie Reitsportanlagen.

### Bildung
Das Betreuungsangebot der Kindergärten, davon sieben in städtischer, fünf in katholischer und einer in evangelischer Trägerschaft, wird ergänzt durch mehrere Kindertagesstätten, vorwiegend in städtischer Trägerschaft. Die Stadt unterhält außerdem vier Jugendclubs und acht Grundschulen. Zwei katholische Grundschulen sind in Büsbach und Atsch. Die weiterführenden Schulen Goethe-Gymnasium, Ritzefeld-Gymnasium, Städtische Gesamtschule, Kupferstädter Gesamtschule sind in Trägerschaft der Stadt, die Städtische Sekundarschule befindet sich (seit dem Schuljahr 2013/2014) im Aufbau. In Trägerschaft der StädteRegion Aachen sind eine Förderschule im Verbund mit den Förderschwerpunkten Lernen, Sprache und emotionale und soziale Entwicklung (Förderschule Talstraße) und eine Förderschule mit Förderschwerpunkt Geistige Entwicklung (Regenbogenschule). Eine Förderschule mit Förderschwerpunkt Sprache ist in Trägerschaft des Landschaftsverband Rheinland (Gutenberg-Schule). Das Berufskolleg teilt sich Stolberg mit Simmerath.
In Stolberg befindet sich eine Stadthalle mit etwa 1000 Plätzen, die ein privater Pächter betreibt, sowie die zusammen mit der Stadt Alsdorf betriebene Familienbildungsstätte Helene-Weber-Haus. Der Zinkhütter Hof und das Rolandshaus haben ebenfalls einen Versammlungssaal. Die Stadtteile Büsbach und Mausbach verfügen über Bürgerhäuser, die Stadtteile Atsch, Vicht und Breinig über Mehrzweckhallen. Die Stadtbücherei Stolberg bietet auf 1206 m² Publikumsfläche 62.375 Medien an und ist damit die größte Bibliothek in der StädteRegion Aachen (außerhalb Aachens). Im Kulturzentrum Frankental, in dem früher das Waisenheim St. Vinzenz beheimatet war, wurden 1989 die Stadtbücherei, die Volkshochschule und eine Musikschule zusammengeführt, ferner finden in der umgebauten Kapelle des ehemaligen Waisenheims Konzerte, Kino- und Theateraufführungen statt. Ein Kino gibt es ansonsten nicht.

## Verkehr

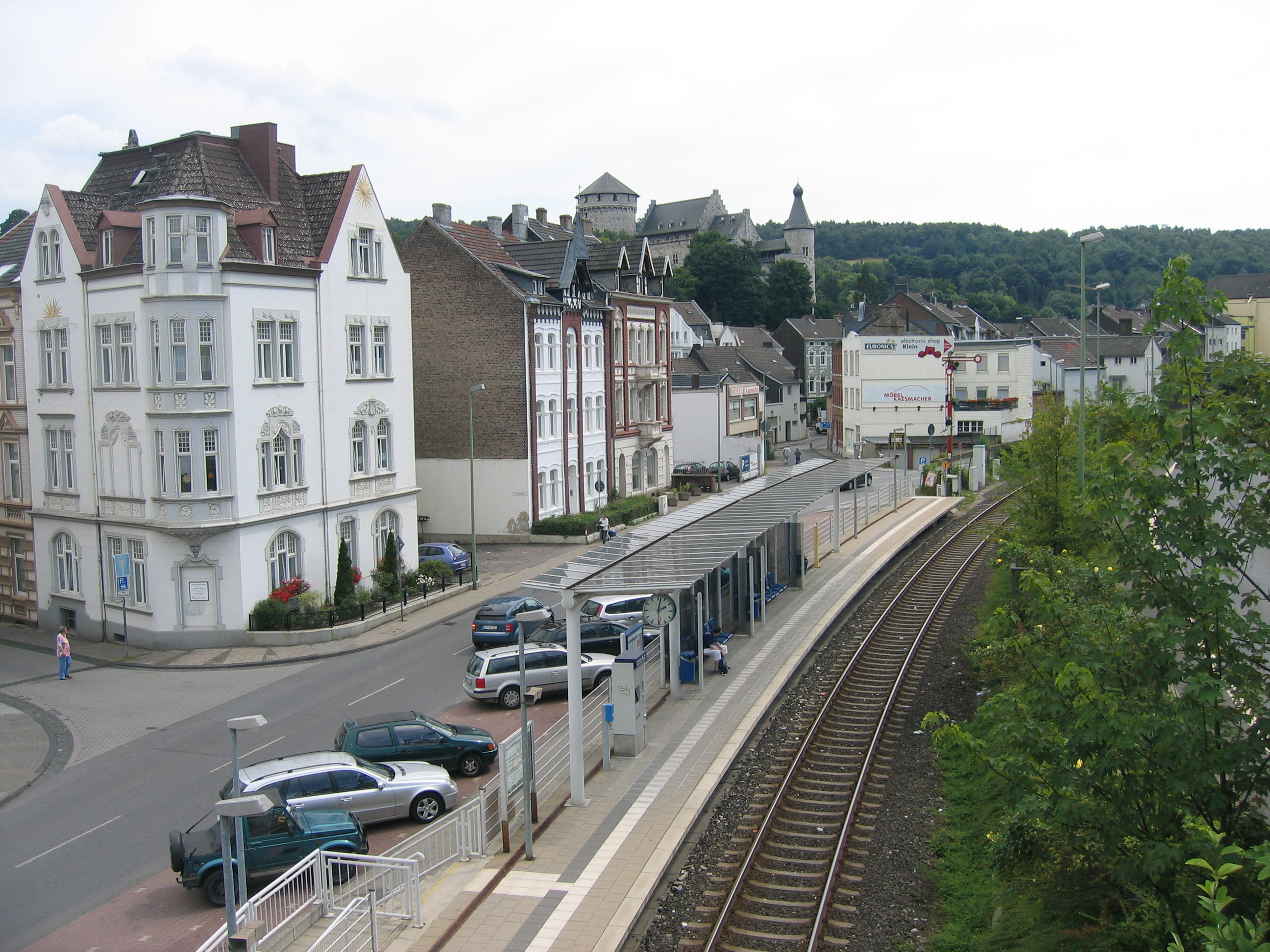
Euregiobahnverlauf durch die Innenstadt

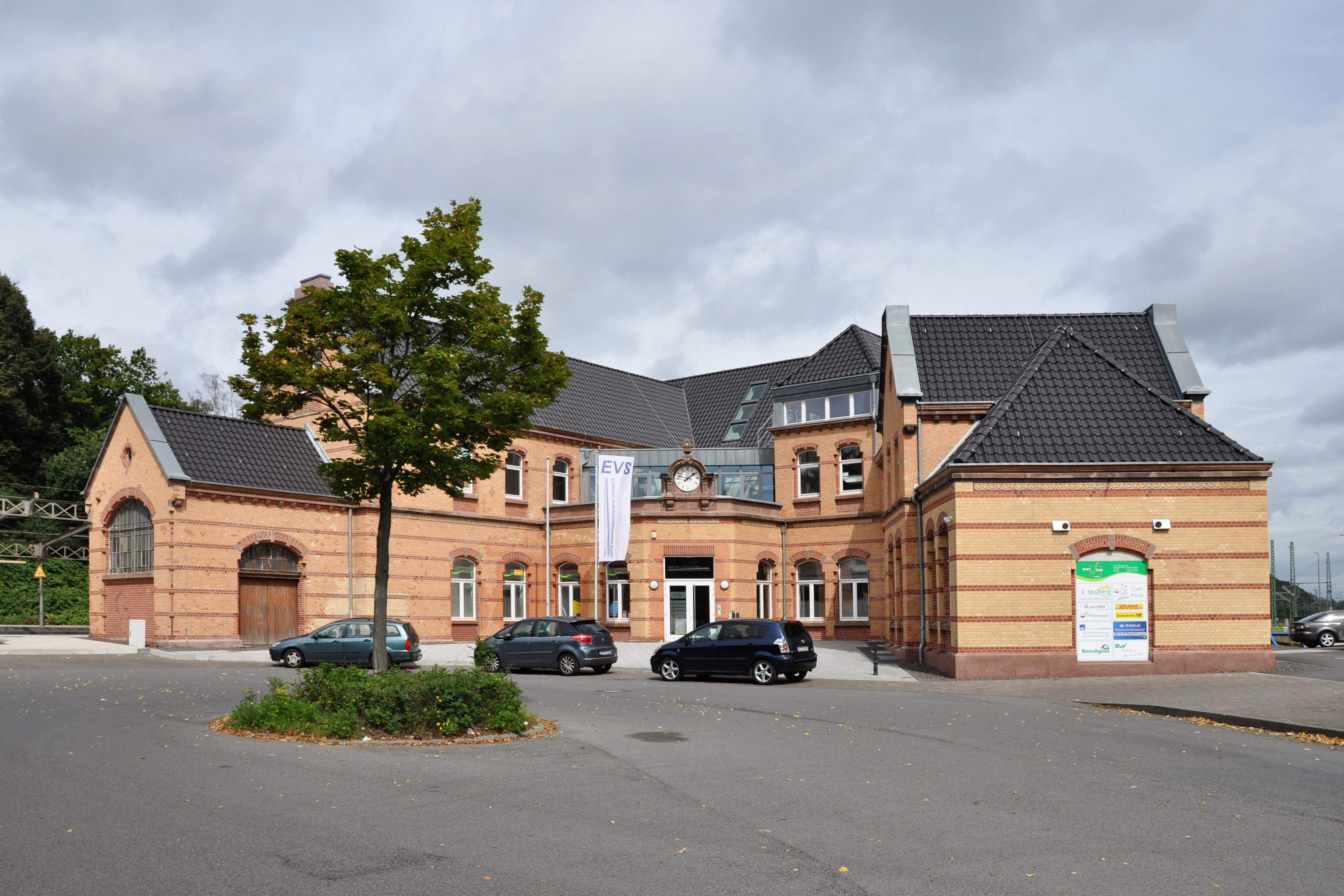
Stolberg (Rheinl) Hbf, 2014

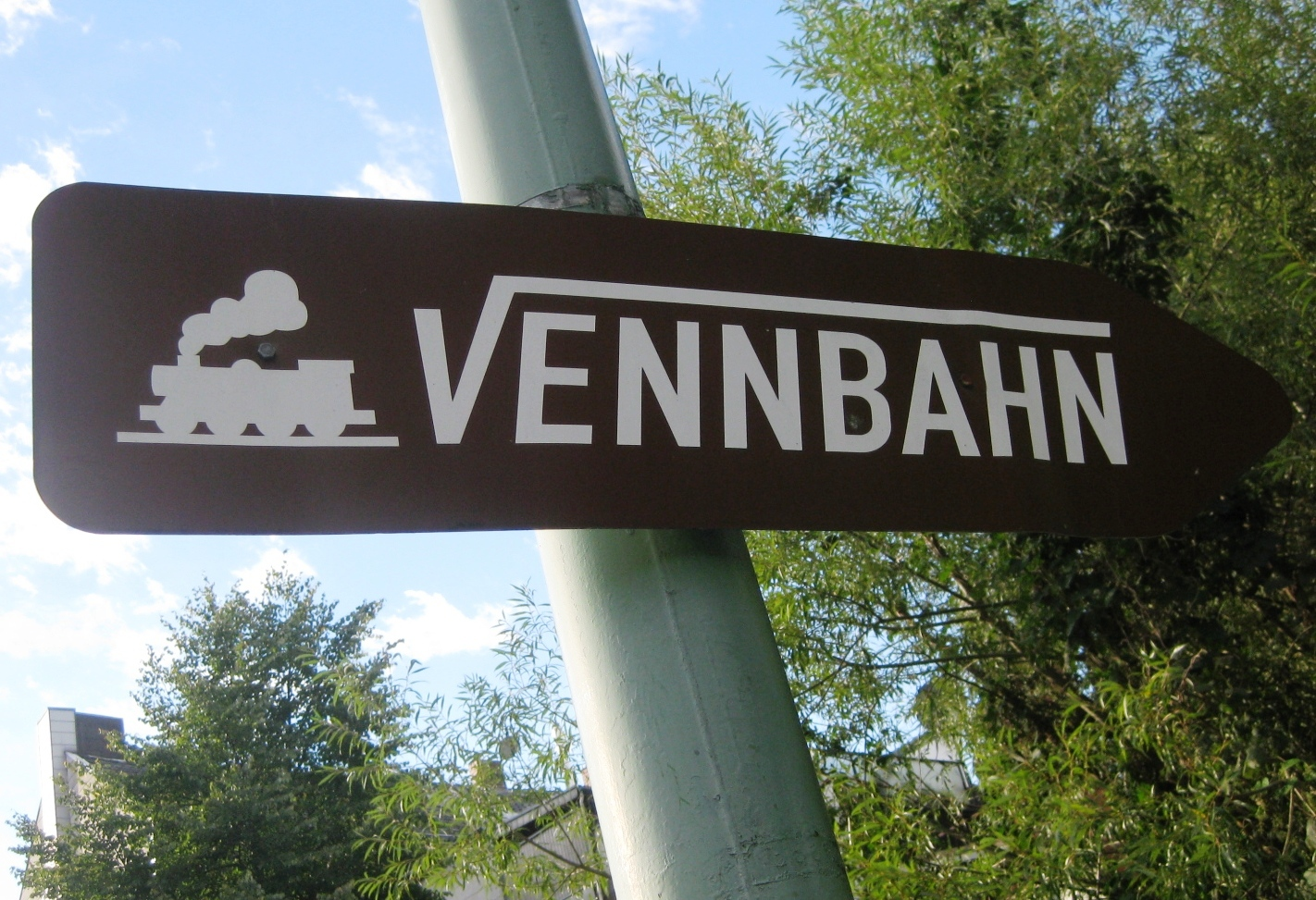
Hinweisschild Vennbahn

### Straße
Zu erreichen ist Stolberg mit dem Auto über die Autobahnanschlussstellen Eschweiler-West, Eschweiler-Ost und Weisweiler (A 4), Aachen-Brand und Broichweiden (A 44) und Würselen/Verlautenheide (A 544). Die L 238 führt den Durchgangsverkehr in Nord-Süd-Richtung.

### Busse
Stolberg gehört dem Aachener Verkehrsverbund (AVV) an. Der Mühlener Bahnhof ist ein Omnibusknotenpunkt, von hier verkehren Buslinien der ASEAG in alle Stadtteile sowie nach Aachen, Vaals und Eschweiler.
| Linie | Betreiber | Verlauf |
| ----- | --------- | --- |
| 1     | ASEAG     | Uniklinik – Westbahnhof – Ponttor – Aachen Bushof – Ludwig Forum – Talbot – Haaren – Verlautenheide – Atsch – Stolberg Mühlener Bf – Stolberg Altstadt – Binsfeldhammer – Bernardshammer – Vicht – Fleuth – Mausbach – Diepenlinchen – Werth – Gressenich – Schevenhütte                   |
| 8     | ASEAG     | Zweifall – Münsterau – Vicht – Bernardshammer – Binsfeldhammer – Stolberg Altstadt – Stolberg Mühlener Bf – Velau – Steinfurt – Siedlung Waldschule – Pumpe-Stich – Röthgen – Talbahnhof/Raiffeisenplatz – Krankenhaus – Eschweiler Bushof                                                 |
| 12    | ASEAG     | Campus Melaten – Hörn – Muffet – Elisenbrunnen – Aachen Bushof – Kaiserplatz – Josefskirche – Kennedypark – Geschwister-Scholl-Gymnasium – Eilendorf – Münsterbusch – Zinkhütter Hof – Stolberg Mühlener Bf (– Birkengang – Am Sender – Donnerberg Höhenstraße)                            |
| 22    | ASEAG     | Campus Melaten – Hörn – Muffet – Elisenbrunnen – Aachen Bushof – Kaiserplatz – Josefskirche – Kennedypark – Geschwister-Scholl-Gymnasium – Eilendorf – Atsch – Stolberg Mühlener Bf |
| 25    | ASEAG     | Vaals (NL) – Vaalserquartier (D) – Westfriedhof – Schanz – Elisenbrunnen – Aachen Bushof – Kaiserplatz – Bf Rothe Erde – Forst – Brand – Freund – Büsbach – Stolberg Altstadt – Stolberg Mühlener Bf (– Atsch Dreieck)                                                                     |
| 38    | ASEAG     | Stolberg Altstadt – Stolberg Mühlener Bf – Atsch Dreieck – Stolberg Hbf |
| 40    | ASEAG     | Stolberg Mühlener Bf – Zinkhütter Hof – (Kohlbusch –) Münsterbusch – Liester – Stolberg Altstadt – Stolberg Krankenhaus |
| 42    | ASEAG     | (Schevenhütte →) Gressenich Kapelle – Krewinkel – Mausbach – Fleuth – / (Zweifall – Münsterau –) Vicht – Breinigerberg – Breinig – Dorff – Büsbach – Liester – Münsterbusch – Zinkhütter Hof – Stolberg Mühlener Bf – (Velau – Stolberg Hbf) / (Birkengang – Stolberg Hans-Böckler-Straße) |
| 48    | ASEAG     | Stolberg Mühlener Bf – Birkengang – Donnerberg – Donnerberg Kaserne – Eschweiler Stadtwald – Waldsiedlung – Pumpe-Stich – Eschweiler Hbf – Röthgen – Odilienstraße – Krankenhaus – Eschweiler Bushof – Vöckelsberg                                                                         |
| 61    | ASEAG     | Stolberg Mühlener Bf – Stolberg Altstadt – Binsfeldhammer – Bernardshammer – Breinigerberg – Breinig – Venwegen Abzweigung – Rott Königsberger Straße – Rott – Dreilägerbachtalsperre – Roetgen Post                                                                                       |
| 62    | ASEAG     | Stolberg Krankenhaus – Stolberg Mühlener Bf – Zinkhütter Hof – (Kohlbusch –) Münsterbusch – Liester – Büsbach Kirche – Büsbach Brockenberg |
| 72    | ASEAG     | Stolberg Mühlener Bf – Stolberg Altstadt – (Donnerberg Rosenweg –) Am Sender – Donnerberg Höhenstraße |
| X25   | ASEAG     | Expressbus: Aachen Bushof – Kaiserplatz – Bf Rothe Erde – Brand – Freund – Büsbach – Stolberg Altstadt – Stolberg Mühlener Bf |
| N8    | ASEAG     | Nachtexpress: nur in den Nächten vor Samstagen sowie Sonn- und Feiertagen (Elisenbrunnen →) Aachen Bushof – Kaiserplatz – Josefskirche – Geschwister-Scholl-Gymnasium – Eilendorf – (Münsterbusch → Zinkhütter Hof → / Atsch ←) Stolberg Rosental                                          |

In Stolberg gab es bis in die 1970er Jahre ein Straßenbahnnetz, das zugunsten des Linienverkehrs mit Omnibussen aufgegeben wurde und vom Aachener Verkehrsverbund und seinen angeschlossenen Unternehmen betrieben wird. Zu den einzelnen Linien siehe den Artikel Straßenbahn Aachen.
Rund 50 Jahre lang wurden die im Stolberger Stadtgebiet fahrenden Linien 1, 8, 12, 15, 25, 26, 38, 40, 42, 43, 48, 62 und 72 von den Stolberger Unternehmen Haas und Rosenbaum bedient, die die ASEAG als Subunternehmen auf Linien- und diversen Verstärkerfahrten im Schülerverkehr unterstützten. Im Jahr 2023 endete die Zusammenarbeit und die Leistungen wurden nach einer europaweiten Ausschreibung von anderen Unternehmen übernommen.

### Schiene

Eisenbahnentwicklung im 19. Jahrhundert in Stolberg

Der abseits der Innenstadt im Stadtteil Atsch gelegene Stolberger Hauptbahnhof liegt u. a. an der Bahnstrecke Aachen–Köln. Durch die Regionalbahn-Linie RB 20 (Euregiobahn) ist die Stadt seit dem 10. Juni 2001 mit Aachen, Eschweiler, Herzogenrath, Merkstein und Alsdorf verbunden. Die Haltepunkte sind neben Stolberg (Rheinl) Hbf noch Stolberg-Schneidmühle, Stolberg-Mühlener Bahnhof, Stolberg-Rathaus und Stolberg-Altstadt.
Stolberg ist seit dem 19. Jahrhundert ein Eisenbahnknotenpunkt in der Region und speziell im Aachener Revier. Hier trafen und treffen mehrere Strecken aufeinander: Neben der Bahnstrecke Aachen–Köln noch die Bahnstrecke Stolberg–Alsdorf–Herzogenrath, die Bahnstrecke Stolberg–Würselen–Kohlscheid, die Bahnstrecke Stolberg–Münsterbusch, die Bahnstrecke Mönchengladbach–Stolberg (lokal die Eschweiler-Talbahn genannt) und die Bahnstrecke Stolberg–Walheim (lokal Stolberger Talbahn genannt).

### Radwanderwege
Die Stadt Stolberg ist an eine Reihe von Radwanderwegen angeschlossen:
- Die 524 km lange Wasserburgen-Route verbindet mehr als 130 Burgen am Rand der Eifel und in der Kölner Bucht.
- Die Grünroute führt auf 370 km entlang der schönsten Naturgebiete zwischen Beringen in Belgien, Heerlen in den Niederlanden und Düren in Deutschland durch eines der ehemals größten Steinkohlereviere Europas.
- Die Deutsche Fußballroute NRW führt 800 Kilometer quer durch Nordrhein-Westfalen. Sie ist der bislang einzige unter einem populären und landesübergreifenden Thema angelegte Erlebnisradweg in NRW. Die „Sagenroute des Deutschen Fußballs“ erschließt neben fußballerischen Kultorten wie der Veltins-Arena in Gelsenkirchen oder dem Borusseum im Dortmunder Westfalenstadion auch die touristischen Highlights in NRW.
- Die 480 km lange Kaiser-Route verläuft von Aachen nach Paderborn und ist nach Kaiser Karl dem Großen benannt, der in Aachen residierte. Der Routenverlauf orientiert sich an der mutmaßlichen Route, die das kaiserliche Heer im Jahr 775 auf seinem Kreuzzug in das Gebiet der Sachsen nahm.
- Die 1045 km lange D-Route 4 (Mittelland-Route) führt von Aachen über Bonn, Siegen, Erfurt, Jena und Chemnitz nach Zittau.
- Die 733 km lange D-Route 7 (Pilgerroute) führt von Aachen über Köln, Düsseldorf, Duisburg, Münster, Osnabrück, Bremen und Hamburg nach Flensburg.
- Der Stolberger Ast der Eisenbahnstrecke der Vennbahn nach Ulflingen.[25]

## Religion
Neben katholischen und evangelischen Kirchen befinden sich in Stolberg eine neuapostolische Gemeinde, ein Königreichssaal der Zeugen Jehovas und einige Moscheen.

### Katholisch

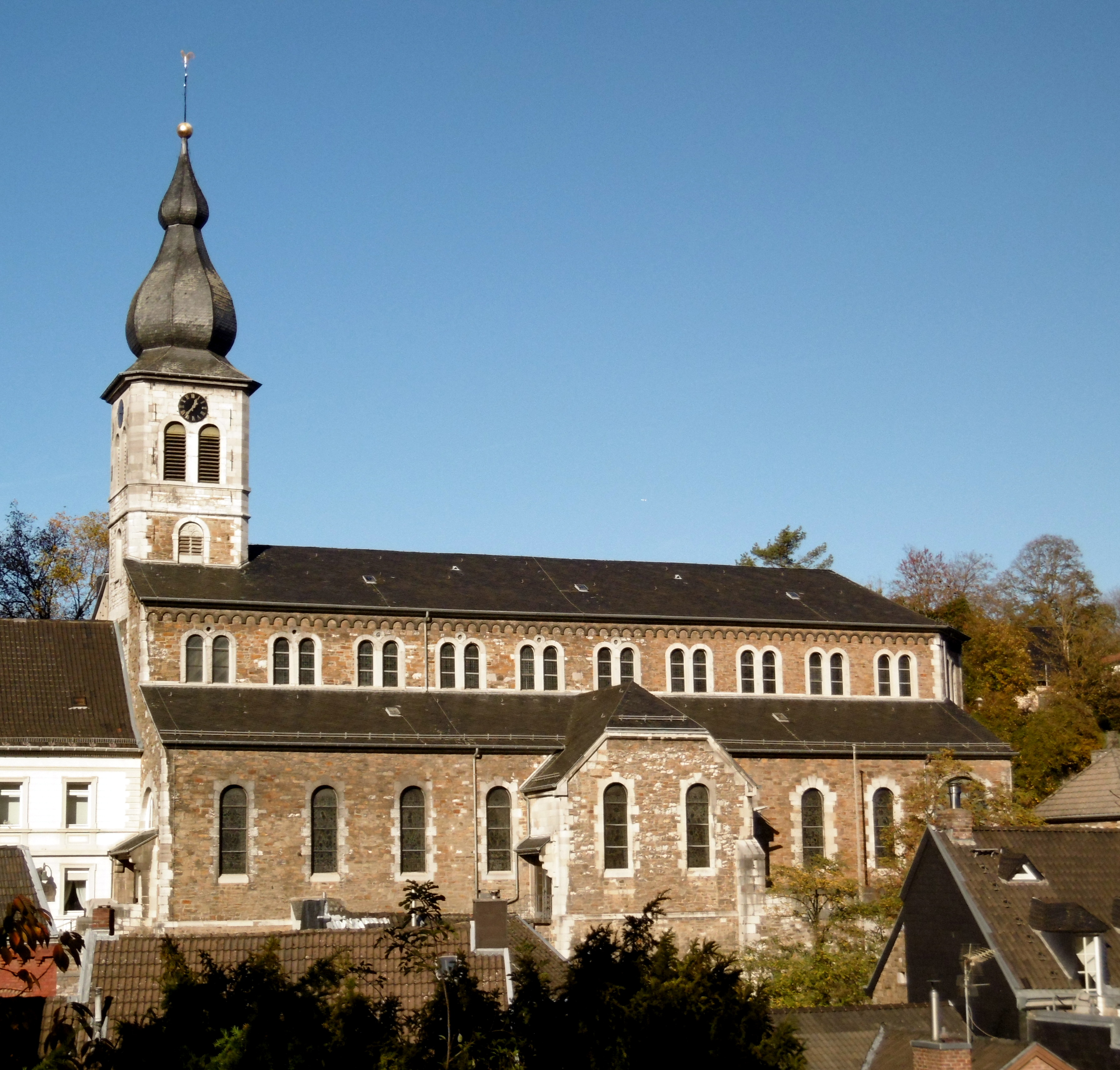
St. Lucia

Stolberg zählt 17 Pfarreien. 1925 wurde das Dekanat Stolberg eingerichtet. Erster Dechant wurde der Pfarrer von St. Lucia, Schmitz. Da der Eschweiler Bürgermeister gegen die Einbeziehung der Donnerberger Pfarre St. Josef protestierte, kam sie erst 1935 mit der Eingemeindung des Stadtteils hinzu. Das Dekanat Stolberg wurde 1973 nach der kommunalen Neugliederung in die Dekanate Stolberg-Nord und Stolberg-Süd innerhalb der Region Aachen-Land geteilt. Die Pfarrei Venwegen verblieb jedoch im Dekanat Aachen-Kornelimünster in der Region Aachen-Stadt.
Das Dekanat Stolberg-Nord, heute Gemeinschaft der Gemeinden (GdG) Stolberg Nord, umfasst die Pfarreien des alten Stadtgebiets vor 1972: In Atsch St. Sebastian, in Büsbach St. Hubert, auf dem Donnerberg St. Josef, in Dorff St. Mariä Empfängnis, auf der Liester St. Hermann Josef, in Münsterbusch Herz Jesu, St. Lucia in Oberstolberg, St. Mariä Himmelfahrt in Unterstolberg und St. Franziskus in der Velau.
Das Dekanat-Stolberg-Süd, heute Gemeinschaft der Gemeinden (GdG) Stolberg, umfasst die Pfarreien der 1972 hinzugekommenen Gebiete: In Breinig St. Barbara, in Mausbach St. Markus, in Gressenich St. Laurentius, in Vicht St. Johann Baptist, in Werth St. Josef, in Schevenhütte St. Josef und in Zweifall St. Rochus.
Das Bethlehem-Krankenhaus hat einen eigenen katholischen Seelsorger und eine eigene Kapelle. Am Bethlehem-Krankenhaus, dessen Träger seit 130 Jahren die Pfarre St. Lucia ist, sind die Schwestern der Ordensgemeinschaft der Armen-Schwestern vom Heiligen Franziskus tätig, am Seniorenheim des Guten Samaritan, dessen Träger das Bistum Aachen ist, der Orden der Christenserinnen. Er betreibt auch das Kloster Haus Maria im Venn in Venwegen, seit dem 16. September 1973 das Mutterhaus des Ordens, an das ein Seniorenzentrum, ein Kindergarten und ein Hallenbad angegliedert sind.
In Zweifall befand sich von 1955 bis 2006 ein Karmelitinnenkloster Maria Königin, in dessen Hostienbäckerei die Hostien für das Bistum Aachen gebacken wurden.

### Evangelisch

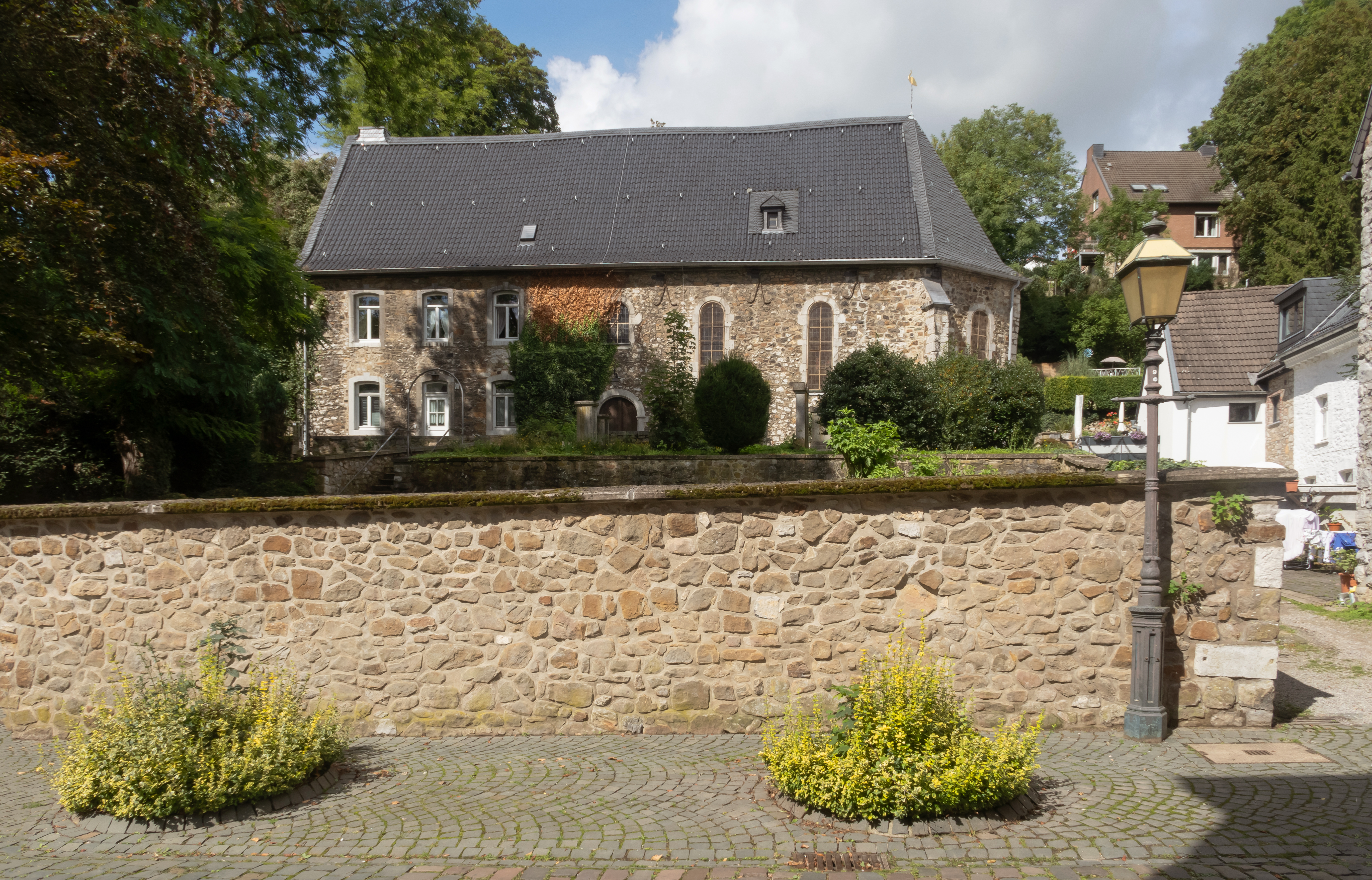
Vogelsangkirche von 1648

Spätestens seit dem Jahr 1564 gab es in Stolberg unter dem Schutz des Burgherren eine reformierte Gemeinde. Die kleinere lutherische Gemeinde ist vermutlich wenige Jahre später entstanden. Im 19. Jahrhundert vereinigten sich die beiden Gemeinden zur Evangelischen Kirchengemeinde Stolberg.
Beide Gemeinden erbauten am Rande der Altstadt ihre Kirchen: Die reformierte Finkenbergkirche auf dem der Burg gegenüberliegenden Finkenberg stammt aus dem Jahr 1725, der Turm wurde vom Vorgängerbau von 1688 übernommen.
Die lutherische Vogelsangkirche im Altstadtviertel Vogelsang wurde im Jahr 1648 eingeweiht. Sie ist damit die älteste lutherische Kirche im Raum Aachen.
Die evangelische Gemeinde Stolberg, zu der auch Aachen-Brand gehört, verfügt neben den Kirchen in Vogelsang und auf dem Finkenberg über ein Gemeindezentrum Frankental. 1965 wurde in Mausbach ein Gemeindehaus eingeweiht, nachdem der Zustrom von Vertriebenen ein starkes Anwachsen von Evangelischen in diesem Gebiet mit sich gebracht hatte.
Im Ortsteil Zweifall befindet sich eine weitere evangelische – ursprünglich lutherische – Gemeinde mit der Evangelischen Kirche Zweifall aus dem Jahre 1683. Auch diese erstreckt sich über das Stolberger Stadtgebiet hinaus bis in die Aachener Stadtteile Kornelimünster und Walheim.

### Islamisch
In Stolberg gibt es mehrere Moscheevereine, die auch eigene Gebetshäuser betreiben. Die vier größten Gebetshäuser sind die Moschee El-Iklass in der Blaustraße, die Ahmed Yesevi Moschee des Ditib-türkisch Islamische Gemeinde zu Stolberg e. V. an der Rathausstraße und die türkische Moschee im Bereich der Schneidmühle. Eine weitere Moschee befindet sich an der Eschweilerstraße.
Die Stolberger Moscheevereine veranstalten regelmäßig Kulturfeste im Rahmen des interkulturellen Dialogs. Zusätzlich findet in Stolberg jedes Jahr ein gemeinsames Fastenbrechen statt, zu dem die Stolberger Moscheevereine alle Bürger der Stadt einladen.

## Sehenswürdigkeiten und Kultur

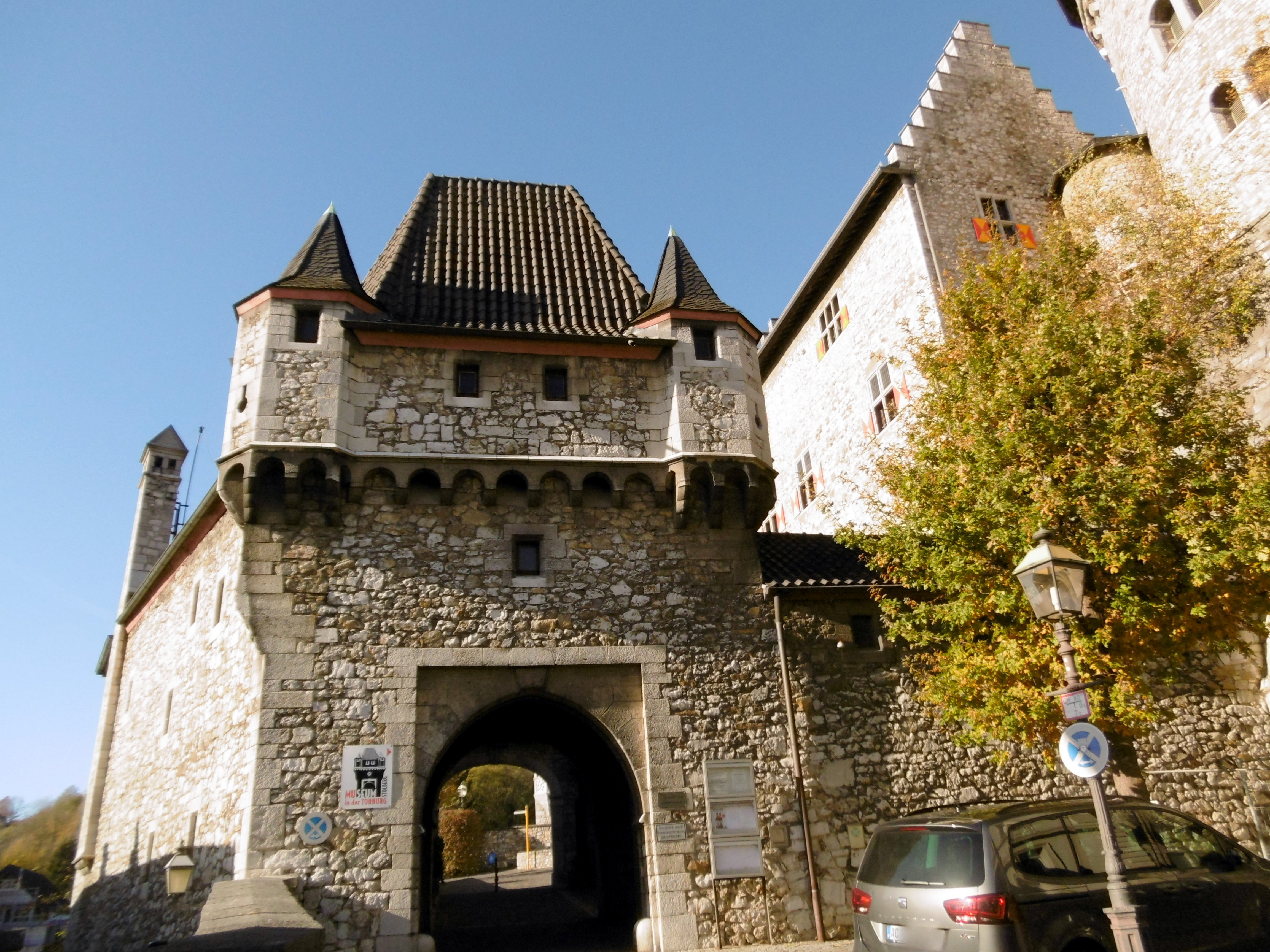
Torburg der Stolberger Burg

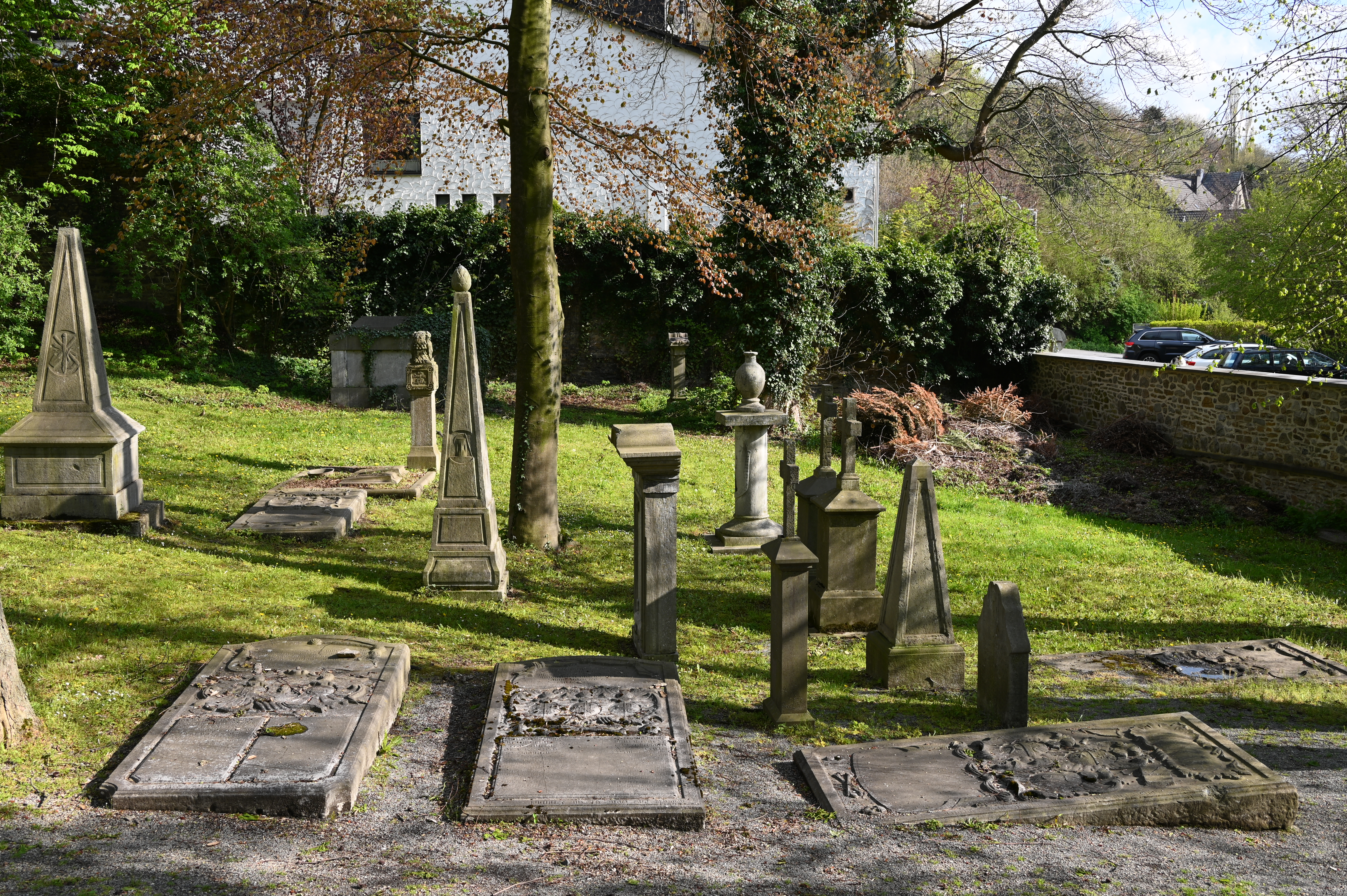
Kupfermeisterfriedhof

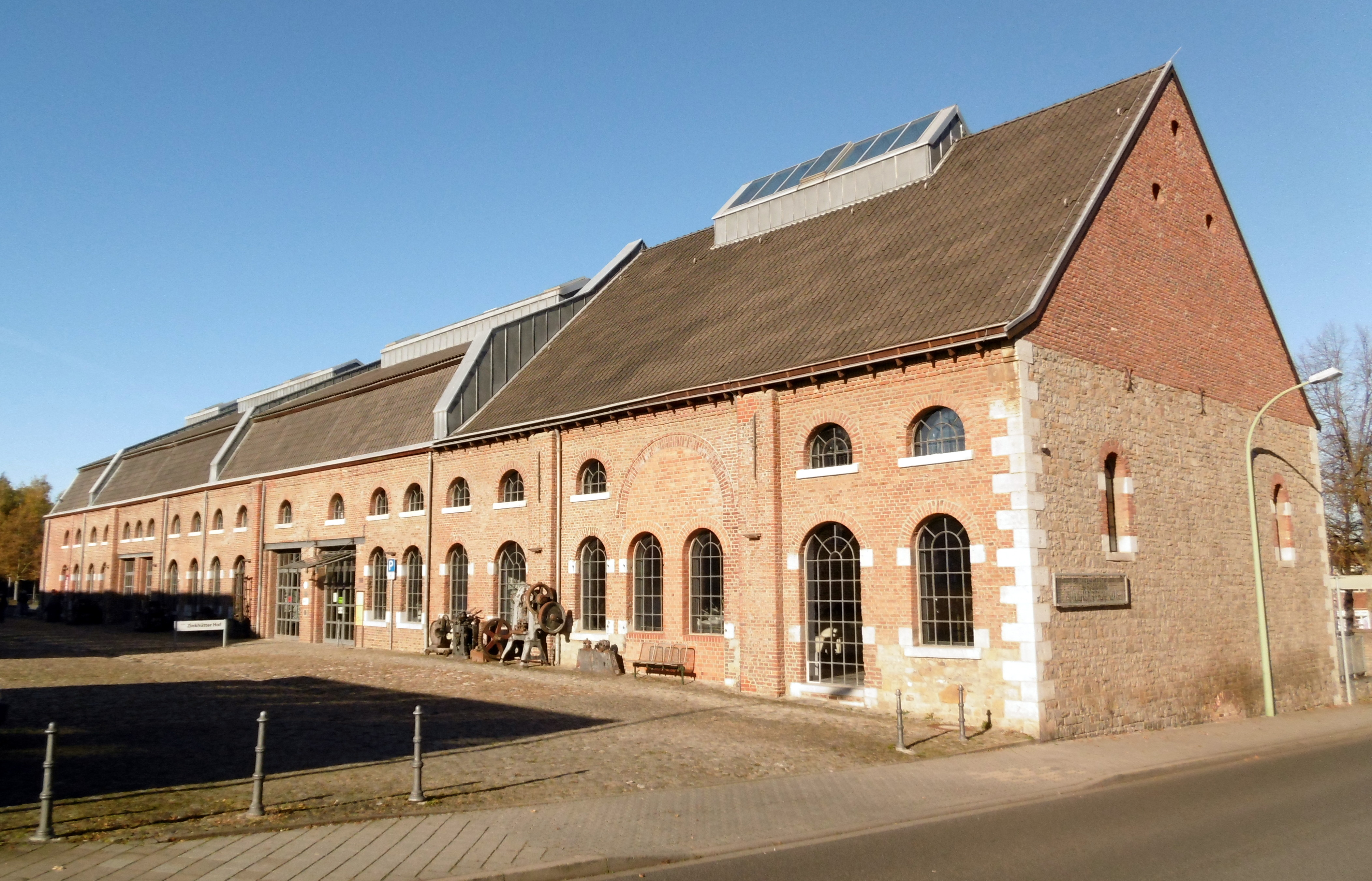
Museum Zinkhütter Hof

Zahlreiche Gebäude, v. a. in der Oberstolberger Altstadt, aber auch der historische Straßenzug Alt-Breinig im Stadtteil Breinig mit seinen Bruchsteinhäusern stehen unter Denkmalschutz. Stolberg ist mit der Oberstolberger Altstadt und Alt-Breinig Mitglied im Arbeitskreis historischer Stadtkerne Nordrhein-Westfalens und Mitglied im Ring der Europäischen Schmiedestädte. Besonders typisch sind die Kupferhöfe und Reitwerke.
Oberstolberg wurde in den 1970er- und 1980er-Jahren mit Unterstützung des Landes Nordrhein-Westfalen saniert. Heute zählt sie neben Burg, Kirchen und Skulpturen der 1970er-Jahre noch 110 Baudenkmäler unter Denkmalschutz. In der Oberstolberger Altstadt liegen die ältesten Kupferhöfe die katholische Kirche St. Lucia und die Burg. St. Lucia steht in unmittelbarer Nähe zur Burg an der Stelle der einstigen Burgkapelle. Bis 1745 war die Kirche ein Vikariat der Eschweiler Hauptpfarrkirche St. Peter und Paul, seither ist sie eine eigenständige Pfarre. Seit 1945 hat der Kirchturm einen Zwiebelturm statt eines Spitzturms.
Der Kupferhof Rosenthal, die Grundschule Grüntalstraße sowie die Altstadt waren u. a. Drehorte für den Film Catweazle mit Otto Waalkes, der im Jahr 2021 erschienen ist.

### Sehenswerte Friedhöfe
Der Kupfermeisterfriedhof der lutherisch-reformierten Gemeinde wurde 1686 auf dem Finkenberg angelegt, nachdem eine gemeinsame Friedhofsnutzung mit den Katholiken zu vielen Streitigkeiten geführt hatte. Auf dem ältesten Teil des Bergfriedhofs unmittelbar an der Bergstraße sind Gräber von Fabrikanten und Großbürgern aus der Wende vom 19. zum 20. Jahrhundert zu sehen. Im Turmblick, nahe dem Steinbruch Gehlen, befindet sich der kleine Friedhof der ehemaligen jüdischen Gemeinde mit Gräbern aus dem 19. und 20. Jahrhundert. Er wurde 1860 angelegt.

### Museen
Das Museum Zinkhütter Hof präsentiert Exponate zur Stolberger, Eschweiler und teilweise Aachener Industrie-, Wirtschafts- und Sozialgeschichte. Die Geschichte der Werkstoffe Messing und Zink sowie die Aachener Nadelproduktion bilden die Schwerpunkte der Dauerausstellung.
Die Burg beherbergt das Museum in der Torburg, ein Heimat- und Handwerksmuseum, das von einem Verein betrieben wird. Auf vier Etagen sind Exponate zur Glas-, Kupfer-, Messing- und Seifenherstellung, Mineralien und Fossilien sowie einige historische Werkstätten wie Schusterei, Sattlerei, Schmiede und Kaffeerösterei zu sehen. Die Museumsbetreiber unterhalten im unteren, südlich gelegenen Burghof auch einen Kräutergarten, in dem für die Gegend typische Würz- und Heilkräuter angebaut werden.
Das Vennbahn-Museum in der Nähe des Stolberger Bahnhofs präsentiert eine Dauerausstellung über die Geschichte der Vennbahn und eine Sammlung Eisenbahnutensilien, Uniformen, Signale und historischer Urkunden.
Das 2009 eröffnete Museumssägewerk Zweifall befindet sich im Ortsteil Zweifall.

### Außenstadtteile

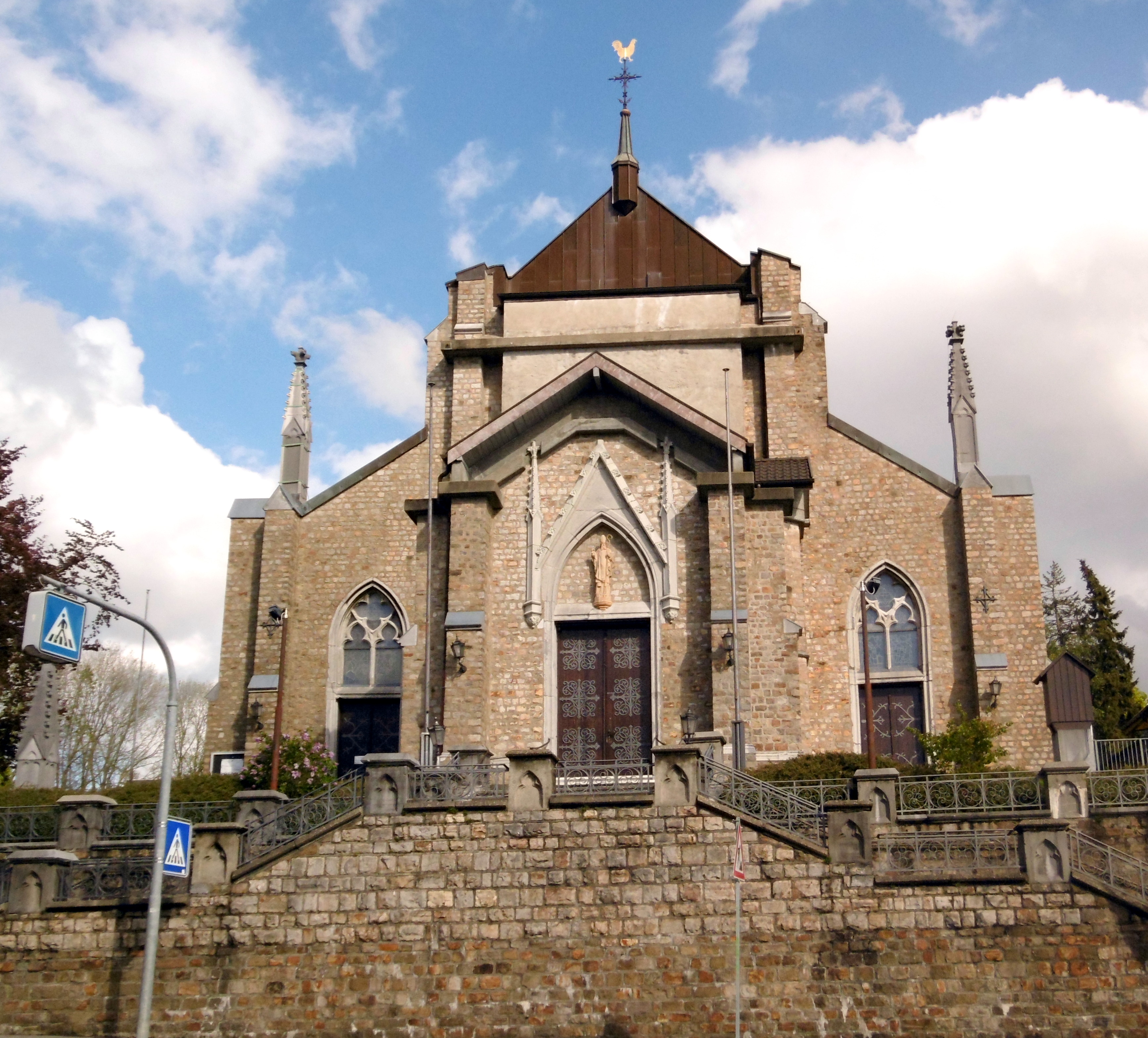
Hubertuskirche in Büsbach

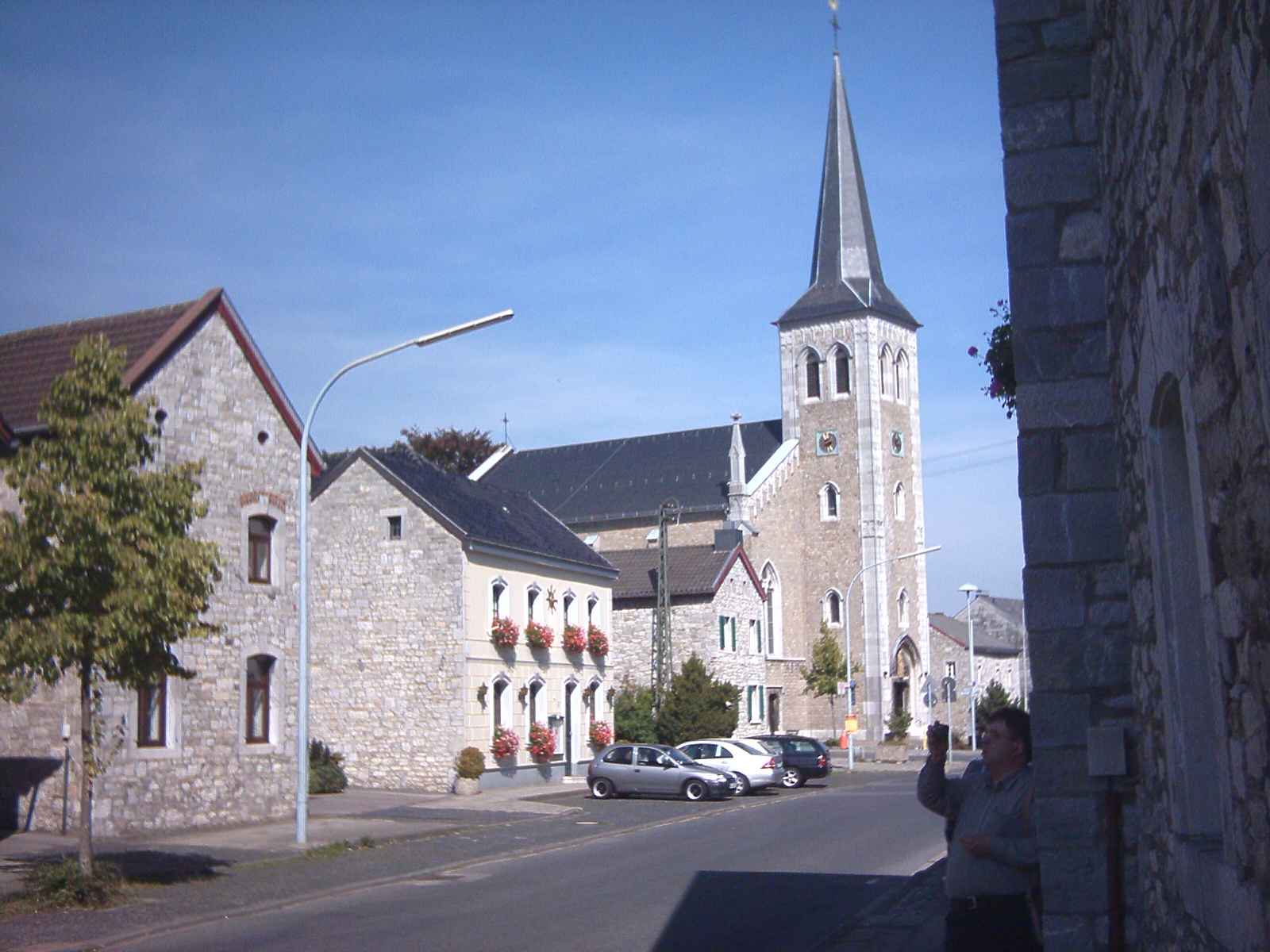
Altbreinig mit Barbarakirche

In den Außenstadtteilen gibt es verschiedene Sehenswürdigkeiten. Dazu zählen das Gut Stockem in Breinig, die Schwarzenburg in Dorff, der Burghof in Gressenich, der Mausbacher Hof, die neugotische Kirche St. Hubertus in Büsbach, 1846 erbaut, die von den Bewohnern als „Dom der Voreifel“ bezeichnet wird, St. Barbara in Breinig und das Gotteshaus der evangelischen Gemeinde in Zweifall aus dem Jahre 1683, das sich durch einen Kanzelaltar aus weißem Marmor und dunkelblau gestrichenem Holz sowie einen Posaunenengel auf dem Turm auszeichnet.

### Öffentliches und kulturelles Leben
Jeden Sommer wird die Stadtkirmes gefeiert. Im Spätsommer findet in der Altstadt ein Tag des offenen Ateliers mit vielen Ausstellungen statt. Die Stadt veranstaltet alljährlich ein Stadtfest mit einem Mittelaltermarkt auf dem Burgareal. Jedes Jahr findet in Stolberg ein Schülertheaterfestival statt. Die „Kupferstädter Weihnachtstage“ finden seit mehr als 20 Jahren statt.
Die Burg mit der städtischen Gemäldesammlung und die Kirchen sind viel genutzte Orte für Konzerte und Ausstellungen. Vornehmlich Künstler der Aachener Region wie Herbert Falken, Win Braun, Jupp Linssen, Karl Fred Dahmen und Emil Schumacher werden ausgestellt. Ateliers beherbergt der Kupferhof „Alter Markt“. Der Europäische Kunsthof Vicht zeigt Werke bekannter Künstler, so von Hartmut Ritzerfeld, Pablo Picasso und HAP Grieshaber. Neben dem Westdeutschen Rundfunk, der über lange Jahre von dort seine ‚Kammerkonzerte-Reihe’ ausgestrahlt hat, haben zwei Stolberger Musiker in den 1980er-Jahren das internationale Gitarrenfestival „Saiten-Klänge“, den EUREGIO-Kompositionswettbewerb sowie das Klangkunst-Festival „… KLÄNGE“ organisiert. Musiziert wird in über drei Dutzend Vereinigungen, zwei Vereine spielen Theater und der „Burghaus '81 e. V.“ organisiert Dichterlesungen.
Stolberg zählt mehr als 170 Vereine. Die Sportvereine, wie der Stolberger SV, die Stolberger Turngemeinde oder der Stolberger Schachverein sehen sich in jüngster Zeit durch Nachwuchsmangel und den städtischen Druck zur Kooperation oder Fusion gezwungen. Insgesamt gibt es drei Angelvereine, vier Billardclubs, 16 Fußballvereine, vier Kampfsportvereine, fünf Motorsportvereine, drei Radsportvereine, zwei Reitvereine, vier Schwimm- und Tauchvereine, vier Tennisvereine, sechs Turnvereine, sechs Sportgemeinschaften, elf Betriebssportgemeinschaften sowie zehn sonstige Vereine, zu denen auch der inklusive Mehrspartenverein Tabalingo Sport & Kultur integrativ e. V. zählt. Zu den Brauchtum treibenden bzw. Wandervereinen zählen auch die Stolberger Hunnen und der Copper-City-Pioneers 1. Country-Club Stolberg e. V. mit eigener Ranch in Stolberg-Finsterau.
Die EWV unterstützt das Profiradsportteam Kuota-Indeland. Die Mannschaft hat seit 2005 den Status eines Continental-Teams und geht aus dem Team ComNet-Senges hervor.
In Stolberg feiert man Karneval auf rheinische Art. Es gibt einen Stolberger Karnevalsprinzen, und der Narrengruß lautet „(Stolbersch) Alaaf!“. Die Prinzenproklamation findet im Rittersaal der Burg, die Schlüsselübergabe Fettdonnerstag auf dem Kaiserplatz vor dem Rathaus und Rosenmontagszüge durch die Innenstadt, Mausbach, Zweifall und Breinig statt. Weitere Umzüge gehen am Tulpensonntag und Nelkensamstag durch Stadtteile. Der älteste von Stolbergs Karnevalsvereinen ist die Schevenhütter Carnevals-Gesellschaft 1882 e. V. im Ortsteil Schevenhütte. 1929 wurde die Oberstolberger Traditionsgesellschaft „Erste Große“ gegründet. Über 1000 Exponate aus der Geschichte des Stolberger Karnevals befinden sich seit 2007 im Eschweiler Karnevalsmuseum.
Die ältesten von Stolbergs zwölf Schützenbruderschaften, die St. Hubertus-Schützenbruderschaften 1623 Büsbach bzw. Dorff, können ihre Ursprünge bis in die Zeit des Dreißigjährigen Kriegs zurückverfolgen. Sie dienten wie die St. Sebastianus-Schützen 1659 Stolberg-Stadtmitte dem Schutz der Bevölkerung in unruhigen Zeiten gegen militärische Aggressionen, Räuber und marodierende Soldaten. Die übrigen Schützenbruderschaften sind spätere Gründungen und stehen größtenteils unter dem Patrozinium des Hlg. Hubertus.
Seit 2011 verpflichtet sich der neue Stolberger Kulturverein City Starlights dazu, das kulturelle Leben der Stadt zu unterstützen. 2013 übernahm der Verein die Pflege der Tradition der lebenden Krippe.
In Gressenich findet jedes Jahr das Rockkonzert Woodstöckchen statt.

### Dialekt
Das „Stolberjer Platt“ ist eine lokale Varietät der Ripuarischen Dialektgruppe. Eine markante Eigenheit des Stolberjer Platt ist die Versicherungspartikel „ömme?“, verschmolzen aus öff net? = oder nicht?, während in Aachen „wa?“ und in Eschweiler „ne?“ gesagt wird. Der Dialekt des heutigen Stadtgebiets ist wegen seiner landmännischen Heterogenität keinesfalls einheitlich, sondern durch die lange politische Sonderentwicklung erst im 20. Jahrhundert zu Stolberg gekommener Gebiete eher vielseitig. Das Wort für „Frau“ lautet etwa im Stolberjer Platt „Fromesch“ (Frau-Mensch), im Breiniger Dialekt, der dem Öcher Platt nähersteht, dagegen „Framinsch“. Laut dem Aachener Sprachschatz, Verlag J. A.Mayer, Aachen, heißt es im Öcher Dialekt „Frommesch“ (n. Frauenzimmer, Weibsbild, ndl.: vrouwmens, M.vrommes, K. Frauminsch). Anders als im Kölsch kürzt der Stolberger Dialekt Langvokale in Monosyllaba: „Mach-et jott“ (Stolberg) gegenüber „Mach-et joot“ (Köln) und lässt auslautendes n fort: „fröi-isch misch“ (Stolberg) gegenüber „fröin-isch misch“ (Köln). Die hochdeutsche Lautgruppe -cht erscheint als -t (z. B. „Naat“) statt wie in Köln als -ch („Naach“). Bei dem Wortschatz bestehen gewisse Übereinstimmungen mit dem Öcher Platt gegen Kölsch und Eischwiele Platt: „mulle“ für reden (Eschweiler und Köln: kalle, schwaade) oder „Oamelseke“ für Ameise (Eschweiler: Seksoamel). Mit Aachener und Limburger Dialekt sind Wörter wie töösche, van, au, Oamelseke und öf (zwischen, von, alt, Ameise, oder) gemeinsam, mit dem Kölscher und Eschweiler Platt nur wenige Wörter wie Hätz und isch hann (Herz, ich habe). Seine Funktion als Umgangssprache hat der Dialekt in der zweiten Hälfte des 20. Jahrhunderts eingebüßt.

### Stadtmaskottchen
Seit Mai 2013 besitzt die Stadt Stolberg mit dem „Stolbärchen“ ein offizielles Stadtmaskottchen. Es wurde auf Initiative des Stolberger Kulturvereins City Starlights e. V. in Zusammenarbeit mit dem örtlichen Jugendamt und unter Mitwirken des Bürgermeisters Ferdi Gatzweiler realisiert. Grundlage für das lebensgroße Maskottchen war die Aktion des Stolberger Jugendamtes „Starke Partner für starke Kinder“, die das Stolbärchen als zweidimensionale Leitfigur kreierte. Markant für sein Aussehen ist die blaue Kappe und das rote T-Shirt mit Burgsilhouette. Zu besonderen Anlässen erscheint das Maskottchen und bietet ein kleines Unterhaltungsprogramm. Es ist die Schirmfigur der Stolberger Ferienspiele und eröffnet jeweils zum Ferienstart im Sommer auf dem Kaiserplatz das Ferienprogramm. Zu sehen ist das Maskottchen bei den vielen städtischen Veranstaltungen wie Stadtkirmes, Stolberg goes, Stadtparty und den Kupferstädter Weihnachtstagen. Während der Corona-Pandemie in den Jahren 2020 bis 2022 hatte das Maskottchen kaum Auftritte. Im Mai 2023, genau 10 Jahre nach seiner Entstehung, kehrte es im neuen Look zurück.

## Persönlichkeiten

### Persönlichkeiten, die im heutigen Stadtgebiet geboren sind
Die Auflistung ist chronologisch nach Geburtsjahr geordnet.
- Leopold Scheibler (1799–1881), Speditions- und Transportunternehmer, Präsident der IHK Aachen
- Eugen Peipers (1805–1885), Landschafts- und Vedutenmaler, Zeichenlehrer sowie Architekt
- Richard Bertram (1834–1920), Pfarrer und Ehrenbürger von Brühl
- Karl Michel (1843–1930), HNO-Arzt, Schauspieler und Schauspieltheoretiker
- Hubert Krewinkel (1844–1898), Vorsitzender der Aachener Sozialdemokraten zur Zeit des Sozialistengesetzes (1878–1890).
- Viktor Holtz (1846–1919), Pädagoge und preußischer Bildungspionier in Japan
- Carl Wilhelm Schleicher (1857–1938), Architekt des Historismus
- Ernst Landsberg (1860–1927), Jurist und Rechtshistoriker
- Wilhelm Lynen (1861–1920), Maschinenbauingenieur und Hochschullehrer
- Johann Bendel (1863–1947), Lehrer und Historiker
- Paul Neuenborn (1866–1913), Tiermaler und Illustrator
- Ferdinand Kinon (1867–1919), Glasfabrikant und erster Produzent von Verbund-Sicherheitsglas in Deutschland
- Matthias Dankler (1870–nach 1924), Politiker (DVP), Abgeordneter im Preußischen Landtag
- Clemens Marx (1871–1953), Bauingenieur und Reichsbahnbeamter
- Richard Landsberg (1873–1940), Architekt
- Peter Harsch (1874–1945), Politiker
- Bernhard Fischer-Wasels (1877–1941), Pathologe, Tumorforscher und Vater der petrochemischen Karzinogenese
- Arthur Brandt (1887–1967), General, diente in Wehrmacht und NVA
- Quirin Jansen (1888–1953), Oberbürgermeister der Stadt Aachen (1933–1944) und Funktionär der Nationalsozialistischen Deutschen Arbeiterpartei (NSDAP)
- Heinrich Grüber (1891–1975), evangelischer Theologe und Gegner des Nazi-Regimes
- Maria Lipp (1892–1966), Chemikerin sowie erste Doktorandin, Professorin und Ordinaria der RWTH Aachen
- Wilhelm Kohlen (1896–1964), sozialdemokratischer Landrat des Kreises Aachen
- Hermann Wirtz (1896–1973), Gründer der Grünenthal GmbH
- Wilhelm Pitz (1897–1973), Chorleiter in Bayreuth
- Ernesto Peltzer (1901–1975), deutsch-venezolanischer Ökonom und Hochschullehrer
- Berthold Wolff (1901–1949), Textilhändler
- Felix Kreusch (1904–1985), Architekt, Aachener Dombaumeister
- Rudolf Jung (1909–1961), Geodät und Rektor der RWTH Aachen
- Bernhard Kuckelkorn (1913–1989), Bürgermeister von Stolberg (Rheinland) von 1952 bis 1979
- Anna Katharina Reinartz (1915–1995), Kommunalpolitikerin und Widerstandskämpferin
- Karl Fred Dahmen (1917–1981), Künstler
- Theodor Wagemann, genannt Theo (1918–1998), Zeichner
- Fritz Emonts (1920–2003), Pianist und Klavierpädagoge
- Hermann Koch (1920–1997), Maler, Bildhauer und Graphiker
- Heinz Bennent (1921–2011), Schauspieler
- Anton Immendorf (1921–2007), Bauunternehmer und Präsident der Handwerkskammer Aachen
- Fritz Mohr (1924–2008), Politiker (CDU) und Abgeordneter des Rheinland-Pfälzischen Landtag
- Egidius Braun (1925–2022), Ehrenpräsident des Deutschen Fußball-Bundes DFB
- Rolf Hackstein (1925–2011), Maschinenbauer und Direktor des FIR e. V. an der RWTH Aachen
- Hans Fischer (1929–2007), Kommunalpolitiker (SPD) und ehrenamtlicher Bürgermeister der Stadt Stolberg
- Hans Müllejans (1929–2009), Dompropst in Aachen
- Inge Stoll (1930–1958), Motorrad-Rennfahrerin
- Franz A. Wirtz (1932–2017), Chemiker und ehemaliger geschäftsführender Gesellschafter der Grünenthal GmbH
- Franz Josef Schweitzer (1934–1998), Bauingenieur und Recycling-Unternehmer, ALBA Group
- Albert Sous (* 1935), Goldschmied und Künstler
- Hans-Günter Ziesche (1935–2012), sozialdemokratischer Kommunalpolitiker
- Kurt Bong (* 1937), Schlagzeuger und Orchesterleiter
- Gerd Pützer (* 1938), Lokalpolitiker in Bonn (CDU)
- Ernst Köhler (* 1939), deutscher Historiker und Essayist
- Michael Wirtz (* 1939), ehemaliger Geschäftsführender Gesellschafter der Grünenthal GmbH
- Jürgen Hensen (* 1945), Jurist und Präsident des deutschen Bundesverwaltungsamtes
- Josef Klein (* 1940), Linguist, Hochschullehrer und ehemaliger Politiker (CDU)
- Dietmar Momm (1946–2008), Bildhauer und Mixed Media-Künstler
- Hartmut Ritzerfeld (1950–2024), Maler
- Hilde Scheidt (* 1950), Bürgermeisterin der Stadt Aachen (Bündnis 90/Die Grünen)
- Rudolf Behrens (* 1951), Romanist
- Herbert Bings (1951–2011), Jazz- und Unterhaltungsmusiker
- Eric Peters (* 1952), Maler
- Norbert Walter Peters (* 1954), Musiker, Pädagoge und Komponist
- Hans Günter Schmitz (* 1954), Kommunikationsdesigner, Hochschullehrer und Autor
- Dietmar Sous (* 1954), Schriftsteller
- Reinhard J. Boerner (* 1955), Arzt, Psychologe, Hochschullehrer
- Win Braun (1955–2017), Maler
- Franz-Bernd Becker (* 1955), Maler
- Ferdinand Gatzweiler (* 1955), Politiker (SPD), ehemaliger hauptamtlicher Bürgermeister der Stadt Stolberg
- Elke Barth (verheiratete Schmitz; * 1956), Leichtathletin
- Quint Buchholz (* 1957), Illustrator
- Emil Sorge (* 1957), Maler
- Axel Wirtz (1957–2024), Landtagsabgeordneter des Landes NRW (1990–2017) und CDU-Kreisvorsitzender
- Werner Braunschädel (* 1959), Schauspieler, Hörspielsprecher und Synchronsprecher
- Walter Hilgers (* 1959), Tubist, Dirigent und Hochschullehrer
- Lutz Kreutzer (* 1959), Schriftsteller und Geologe
- Manfred Borutta (* 1960), Pflegewissenschaftler und Professor an der Katholischen Hochschule NRW, Abteilung Aachen
- Herbert Baldrian (* 19**), Radsportler
- Harald Müller (* 1962), Mediävist und Hochschullehrer
- Beate Söntgen (* 1963), Kunsthistorikerin und Professorin an der Leuphana Universität Lüneburg
- Susanne Titz (* 1964), Kunsthistorikerin und Direktorin des Museums Abteiberg in Mönchengladbach
- Harald Rüssel (* 1965), Koch, mit einem Stern im Guide Michelin ausgezeichnet
- Werner Pfeil (* 1966), Rechtsanwalt und Politiker
- Ulrich Schlepütz (* 1966), Leichtathlet
- Christiane Frantz (* 1970), Sozialwissenschaftlerin
- Christian Esser (* 1973), Journalist
- Astrid Herbold (* 1973), Journalistin und Autorin
- Ingo Petz (* 1973), Journalist und Schriftsteller
- Andreas Voss (* 1979), Fußballspieler
- Arndt Kohn (* 1980), Politiker (SPD) und ehem. Mitglied des Europäischen Parlaments
- Cashmo (* 1984), Rapper
- Faton Popova (* 1984), Fußballspieler
- Sebastian Bayer (* 1986), Leichtathlet
- Marcel Meisen (* 1989), Radrennfahrer
- LaFee, bürgerlich Christina Klein (* 1990), Sängerin und Schauspielerin
- Manuel Krauthausen (* 1992), Politiker (AfD), Bundestagsabgeordneter
- Jeff-Denis Fehr (* 1994), Fußballspieler
- Darryl Geurts (* 1994), Fußballspieler
- Björn Rother (* 1996), Fußballspieler

### Weitere Persönlichkeiten, die mit der Stadt in Verbindung stehen
Die Auflistung ist chronologisch nach Geburtsjahr geordnet.
- Bertram von Gevertshagen, erhielt 1483 die Burg Stolberg zur Selbstnutzung
- Vinzenz von Efferen (* vor 1496; † 1518), Lehnsmann der Herrlichkeit und Burg Stolberg
- Johanna von Merode zu Schloßberg († 1532), Herrin der Herrschaft und Burg Stolberg und ab 1518 alleinige Burgherrin
- Hieronymus von Efferen († 1552), Herr der Unterherrschaft Stolberg und ihrer Burg
- Anna von Nesselrode († 1559), Herrin zu Stolberg und Herrin der Burg Stolberg
- Johann von Efferen († 1606), seit 1559 Herr der Herrlichkeit Stolberg und Burg Stolberg
- Odilia von Harff (vor 1610–1652), Verwalterin der Herrlichkeit Stolberg und der Burg Stolberg
- Jeremias Hoesch (etwa 1610–1653), erster Eisenindustrieller der Familie Hoesch, Reitmeister in Vicht
- Odilia Maria von Efferen († 1684), Herrin der Herrlichkeit Stolberg und der Burg Stolberg
- Ferdinand Freiherr von Hövelich († 1725), Unterherr der Herrlichkeit Stolberg und der Burg Stolberg
- Johann Friedrich Fuchs (1739–1823), reformierter Theologe, Rektor der Stadtschule und Prediger in Stolberg
- Johann Wilhelm Meigen (1764–1845), Entomologe
- Theodor Kortum (1765–1847), Arzt und Forscher
- James Cockerill (1787–1837), englischstämmiger Unternehmer, der die Industrialisierung von Stolberg und Büsbach entscheidend vorantrieb
- Matthias Ludolf Schleicher (1788–1831), Industrieller
- Roland Ritzefeld (1808–1900), katholischer Pfarrer und Begründer des Wohlfahrts-, Gesundheits- und höheren Bildungswesens in Stolberg
- Friedrich Wilhelm Hasenclever (1809–1874), Apotheker, Gründer der Chemische Fabrik Rhenania
- Robert Hasenclever (1841–1902), Industrieller, Generaldirektor der Chemische Fabrik Rhenania
- Gabriele von Schlippenbach (1846–1937), Schriftstellerin
- Walther Dobbelmann (1874–1956), Bürgermeister der Stadt Stolberg von 1906 bis 1934
- Gustav Lohmann (1876–1967), evangelischer Pfarrer und Kirchenliederdichter
- Josef Heckenbach (1887–1914), klassischer Philologe
- Engelbert Regh (1887–1955), Bürgermeister der Stadt Stolberg von 1935 bis 1944
- Fritz Keller (1891–1943), katholischer Priester in Atsch und NS-Opfer
- Anna Klöcker (1895–1977), Lehrerin, Politikerin, Mitglied des Landtags von Nordrhein-Westfalen
- Ludwig Philipp Lude (1895–1961), sozialdemokratischer Widerstandskämpfer gegen den Nationalsozialismus und erster Regierungspräsident in Aachen nach dem Zweiten Weltkrieg
- Carl Reuter (1900–1979), Politiker (NSDAP)
- Berthold Wolff (1901–1949), Textilhändler jüdischen Glaubens, der lange Zeit in Stolberg karitativ tätig war
- Joseph Cornelius Rossaint (1902–1991), katholischer Priester und Widerstandskämpfer gegen den Nationalsozialismus; in Stolberg begraben
- Christian Julius Karl Hennig (1903–1992), evangelischer Theologe, Pfarrer in Stolberg
- Peter Martin Schon (1912–1985), Romanist
- Adolf Althoff (1913–1998), Zirkusdirektor; starb in Stolberg
- Heinrich Mückter (1914–1987), Mediziner, Pharmakologe und Chemiker
- Hermann-Josef Kaltenborn (1921–1999), Bürgermeister der Stadt Stolberg von 1979 bis 1989
- Josef Quadflieg (1924–2020), deutscher Religionspädagoge und Schriftsteller, wohnte in Stolberg
- Walter Plata (1925–2005), Schriftsetzer und Typograf, Lehrtätigkeit an der Fachhochschule Aachen, auf dem Friedhof in Zweifall beerdigt
- Erika Dienstl (* 1930), Sportfunktionärin
- Heinrich Römer (1932–2009), Stadtdirektor
- Walter Eversheim (* 1937), Universitätsprofessor für Produktionssystematik am Werkzeugmaschinenlabor der RWTH Aachen, Sprecher des Direktoriums der Aachener Karlspreisgesellschaft
- Heinz Schmitz (1940–1992), Architekt
- Manfred Bierganz (1942–2000), Historiker
- Eckhard Creutz (* 1943), ehemaliger Leiter des Rechtsamtes und Beigeordneter
- Sylvie Schenk (* 1944), deutsch-französische Schriftstellerin, lebt in Stolberg
- Axel Kutsch (* 1945), Schriftsteller; wuchs in Stolberg-Büsbach auf
- Hildegard Nießen (* 1946), ehemalige Landtagsabgeordnete des Landes NRW und 1. stellvertretende Bürgermeisterin
- Peter Schoenen (1952–2014), Lehrer, Schriftsteller und Sachbuchautor, lebte in Stolberg-Zweifall
- Norbert Stöbe (* 1953), Schriftsteller
- Michael Stückradt (* 1955), Jurist und politischer Beamter, lebt in Stolberg
- Werner Krumholz (* 1956), Facharzt für Anästhesie und Chefarzt am Bethlehem-Krankenhaus in Stolberg (Rhld.)
- Olaf Ludwig (* 1960), Radrennfahrer, Olympiasieger und ehemaliger Leiter des Teams T-Mobile, wohnhaft von 1997 bis Februar 2015 in Breinig
- Thomas Maria Blisniewski (* 1960), Kunsthistoriker, Autor, Hochschuldozent, lebt seit 2015 in Stolberg
- Boris Pfaffenbach (* 1962), Mediziner, Hochschuldozent
- Andreas Frick (* 1964), Generalvikar Bistum Aachen,
- Susanne Vössing (* 1964), Köchin, Kochbuch-Autorin und Food Designerin; lebt seit 2013 in Stolberg
- Christoph Titz (* 1967), Jazz-Trompeter; Absolvent des Ritzefeld-Gymnasiums
- Leander Scholz (* 1969), Kulturwissenschaftler und Schriftsteller; Absolvent des Goethe-Gymnasiums
- Martin Blechschmidt (* 1970), Bundestrainer der deutschen Nationalmannschaft im Sitzvolleyball
- Tom Keune (* 1975), Schauspieler, Absolvent des Ritzfeld-Gymnasiums, spielte u. a. in Catweazle den Bürgermeister der Stadt Derwitte, in der Altstadt von Stolberg (Rhld.) gedreht
- Tim Grüttemeier (* 1980), Jurist und Politiker (CDU), hauptamtlicher Bürgermeister der Stadt Stolberg von 2014 bis 2019, seit 2019 Städteregionsrat der Städteregion Aachen

### Ehrenbürger
- 1893: Roland Ritzefeld (1808–1900), Pastor
- 1922: August Prym (1843–1927), Fabrikant
- 1933: Adolf Hitler (1889–1945), 1986 aberkannt
- 1948: Josefine Wirtz (1868–1957), Wohltäterin und Ehefrau des Grünenthal-Gründers Franz Wirtz
- 1955: Adam Lambertz (1881–1973), Generaldirektor
- 1955: Hans Prym (1875–1965), Fabrikant
- 1988: Bernhard Kuckelkorn (1913–1989), Bürgermeister 1952 bis 1979